# Biserica de lemn romano-catolică din Fântâna Brazilor

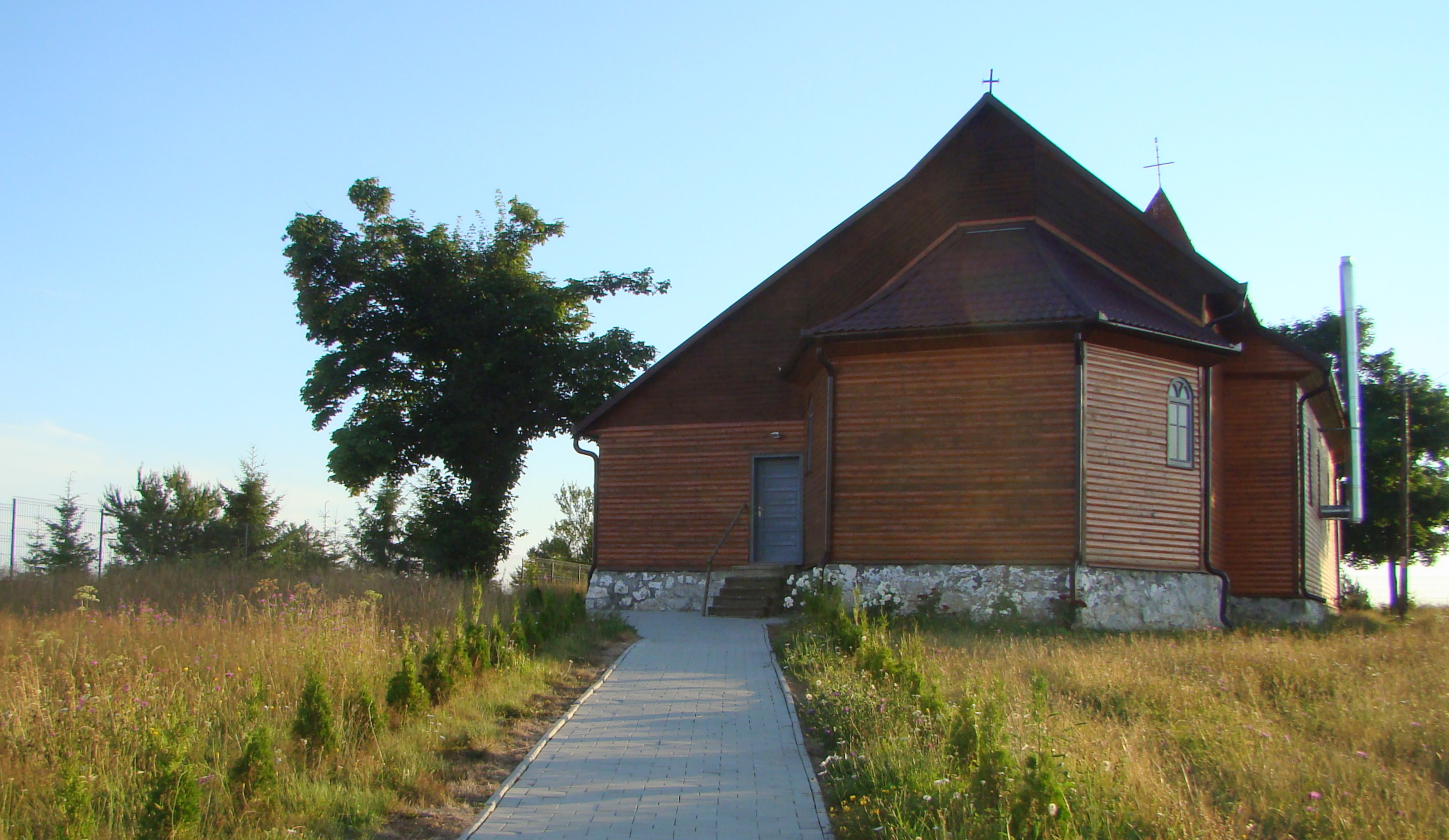
Biserica de lemn romano-catolică din Fântâna Brazilor (iulie 2020)

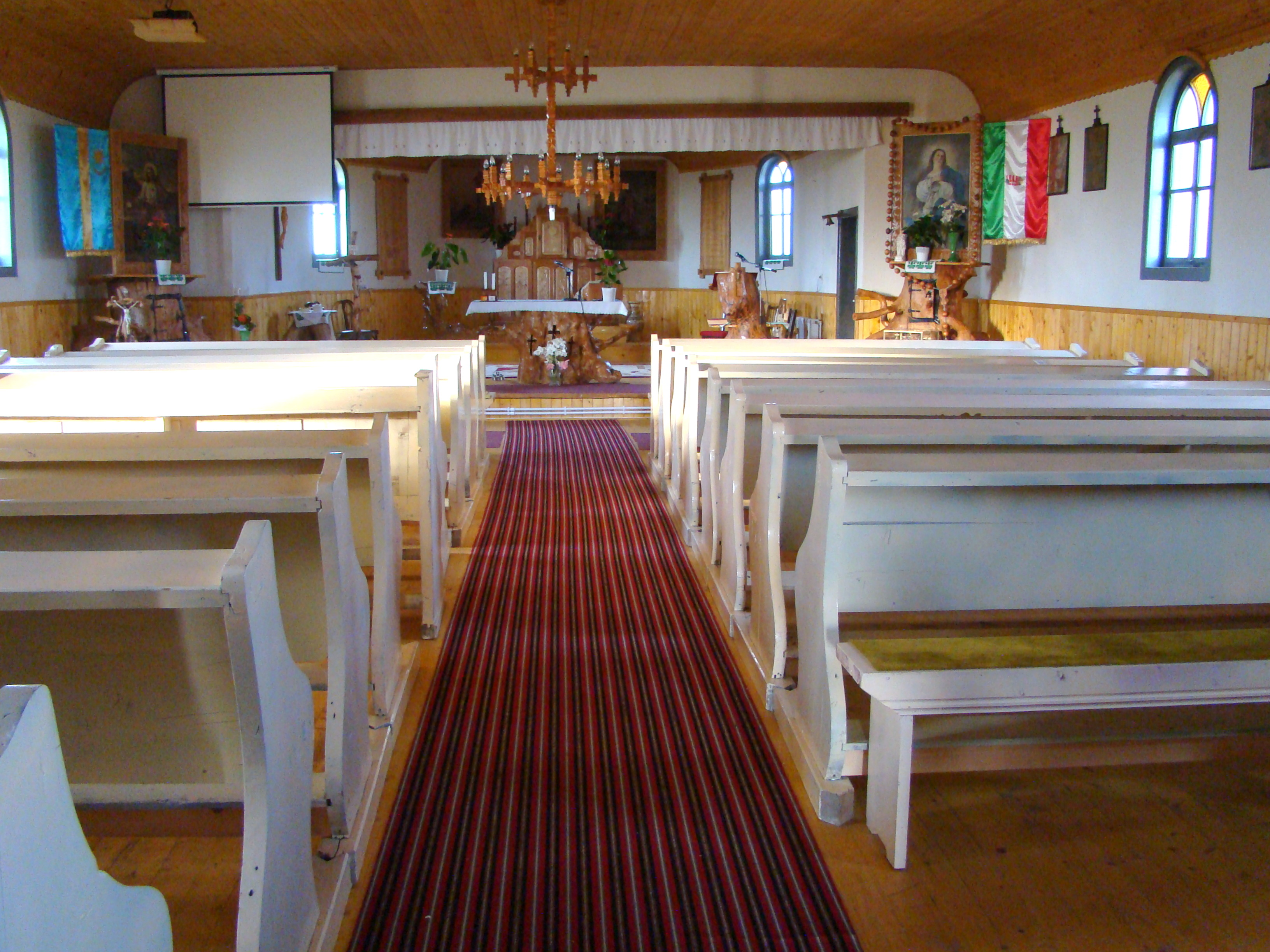
Interiorul navei

Biserica de lemn romano-catolică din Fântâna Brazilor este un lăcaș de cult aflat pe teritoriul satului Fântâna Brazilor, comuna Corund, județul Harghita. Se remarcă prin dimensiunile mari pentru un lăcaș de cult construit integral din lemn, altitudinea și pitorescul locului în care se află.

## Localitatea
Fântâna Brazilor, mai demult Feniocut, (în maghiară Fenyőkút, în trad. "Fântâna Brazilor") este un sat în comuna Corund din județul Harghita, Transilvania, România. Populația satului este creștină, catolică și unitariană.

## Biserica
Catolicii reprezintă confesiunea dominantă în satul Fântâna Brazilor și comuna Corund. Fântâna Brazilor este filie a parohiei Valea lui Pavel. Localnicii au propriul lăcaș de cult din perioada interbelică. Hramul bisericii este „Sfântul Apostol Bartolomeu” (Szent Bertalan).

## Imagini din exterior

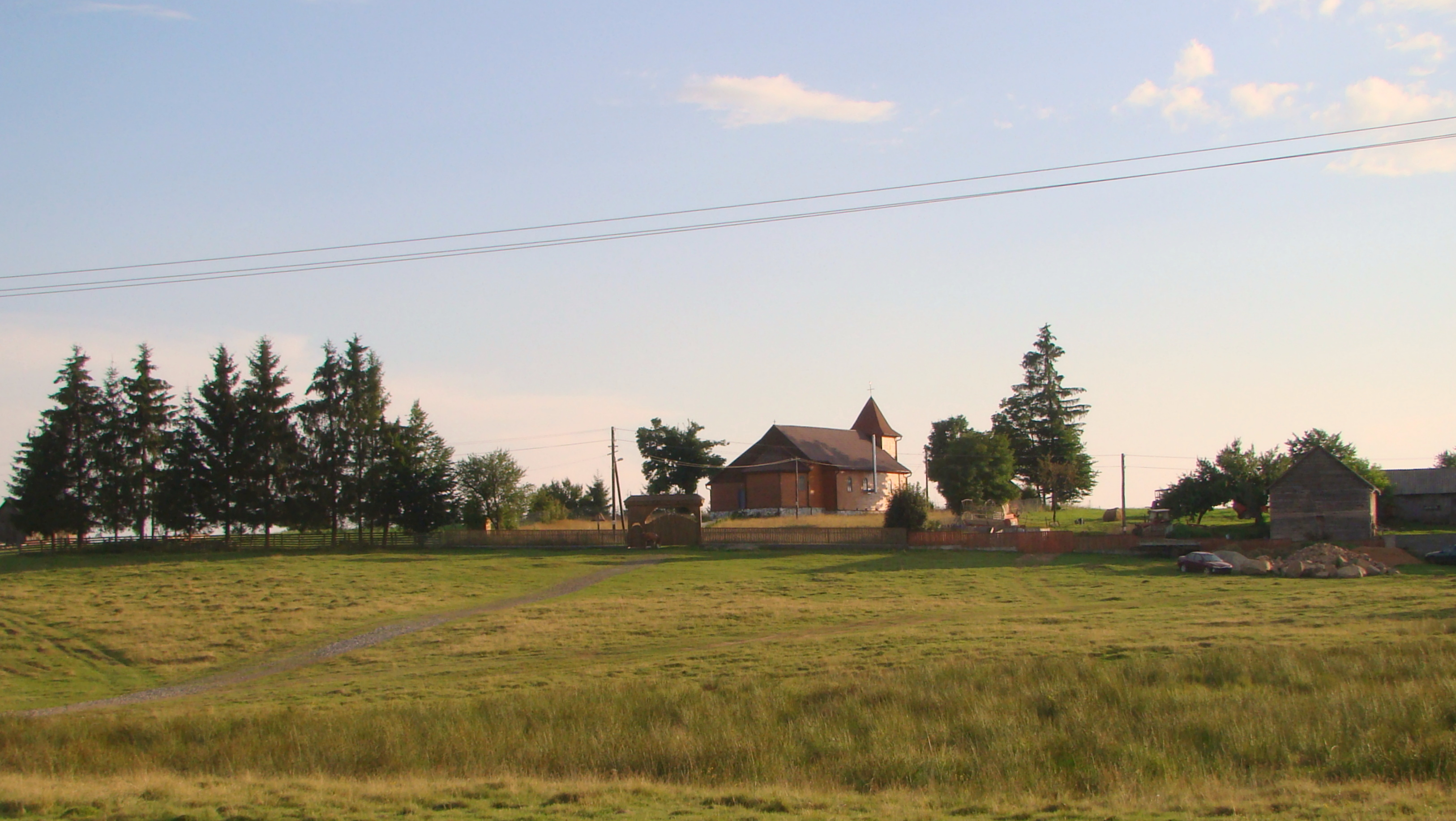
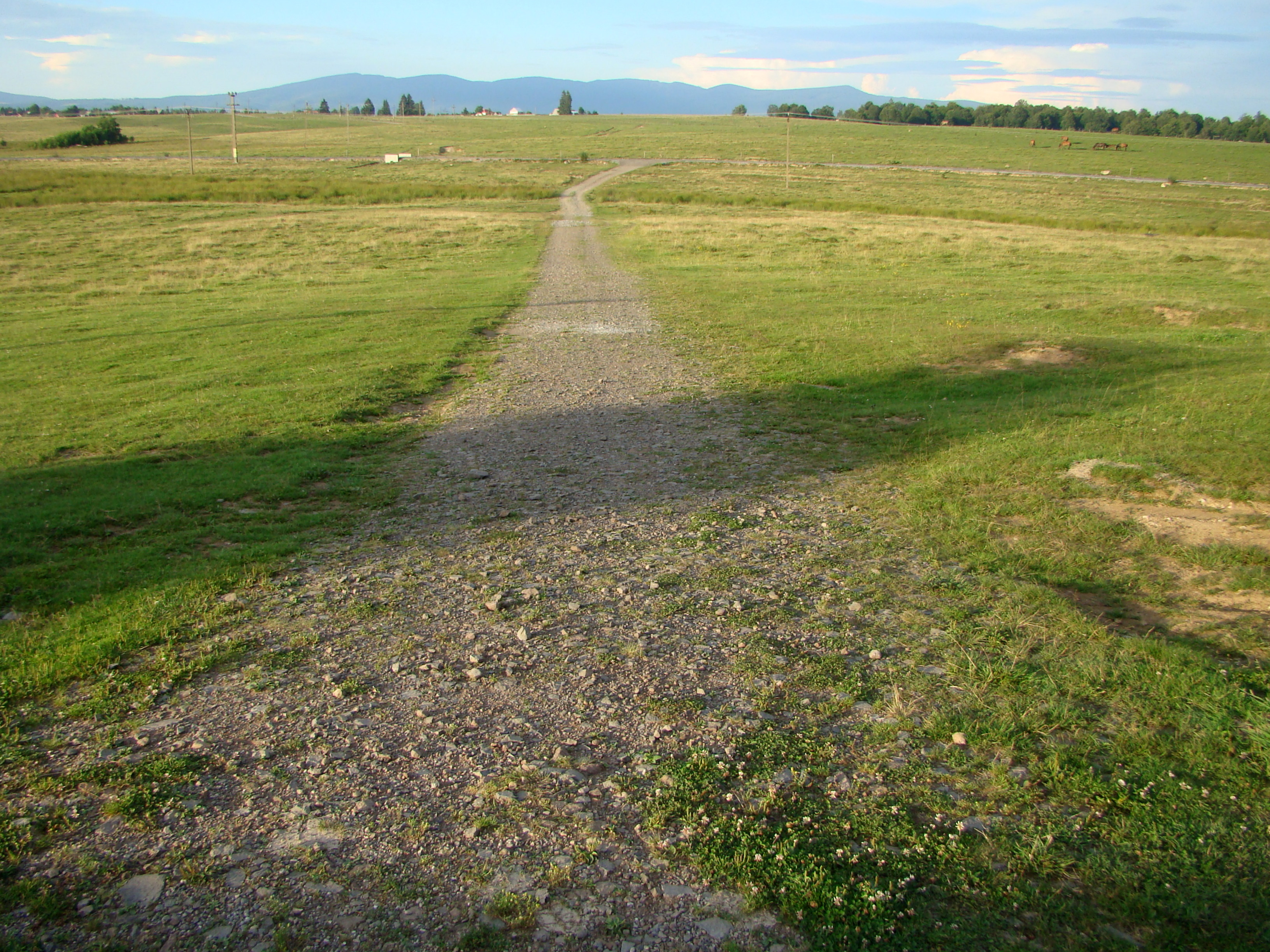
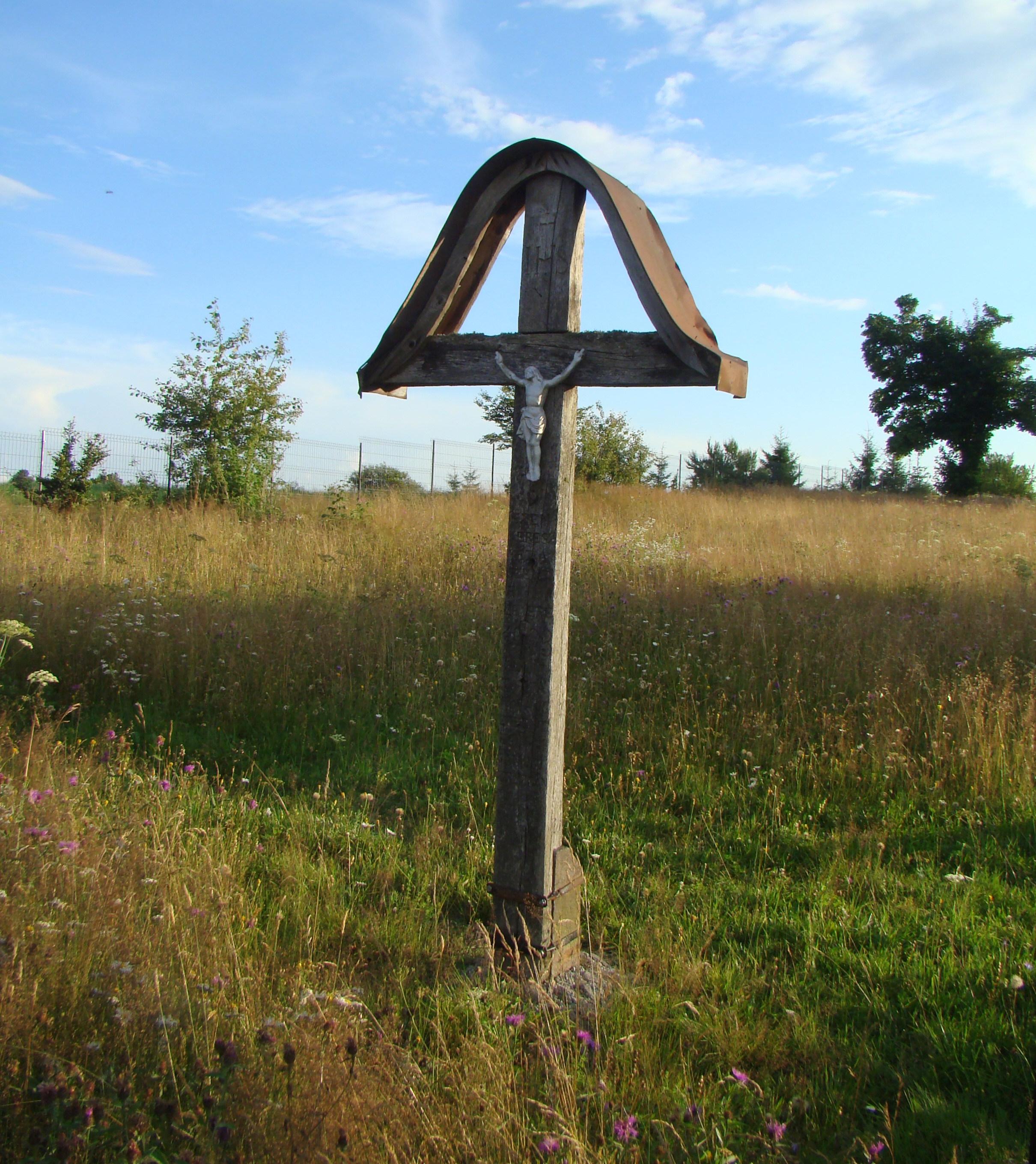
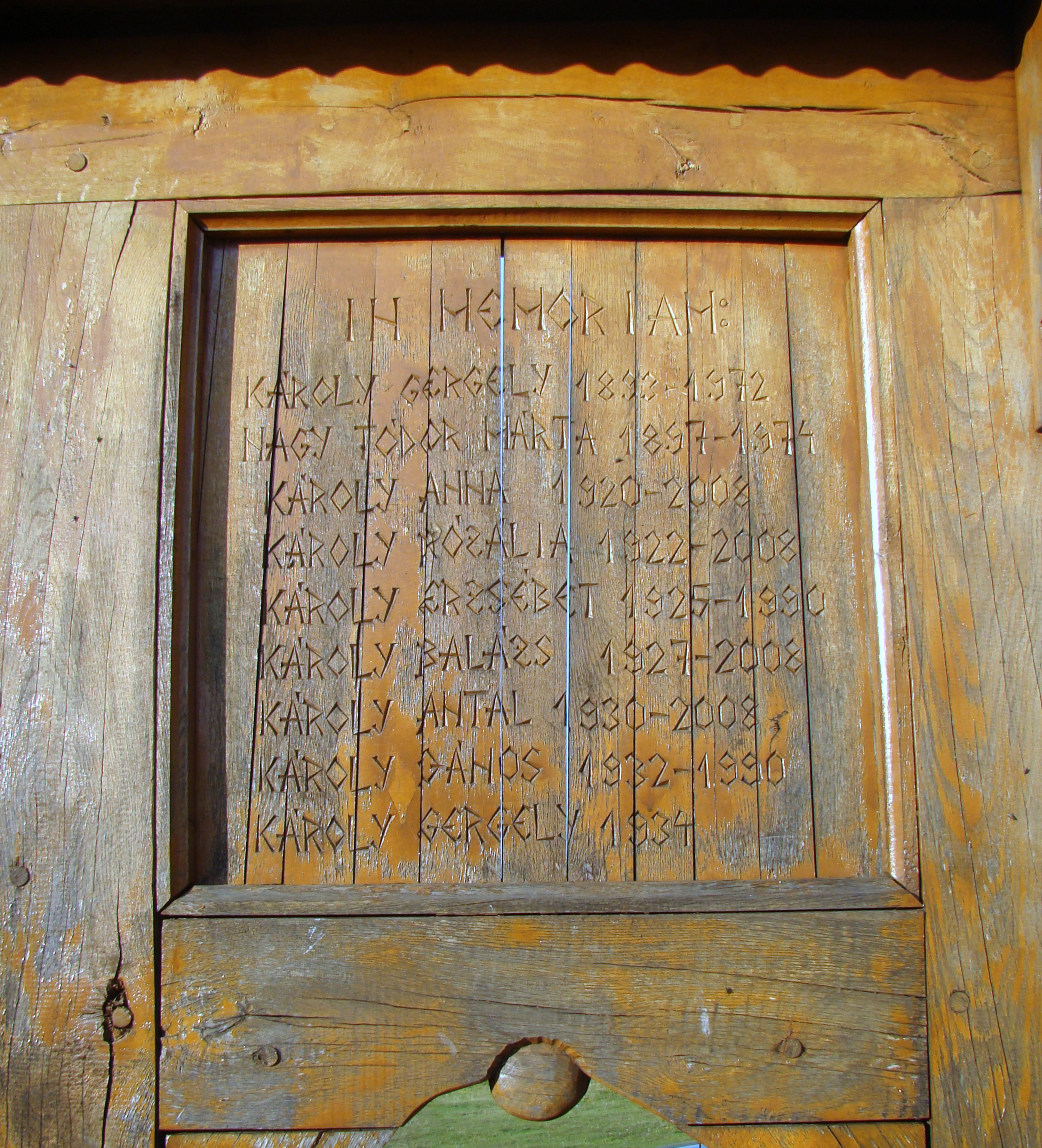
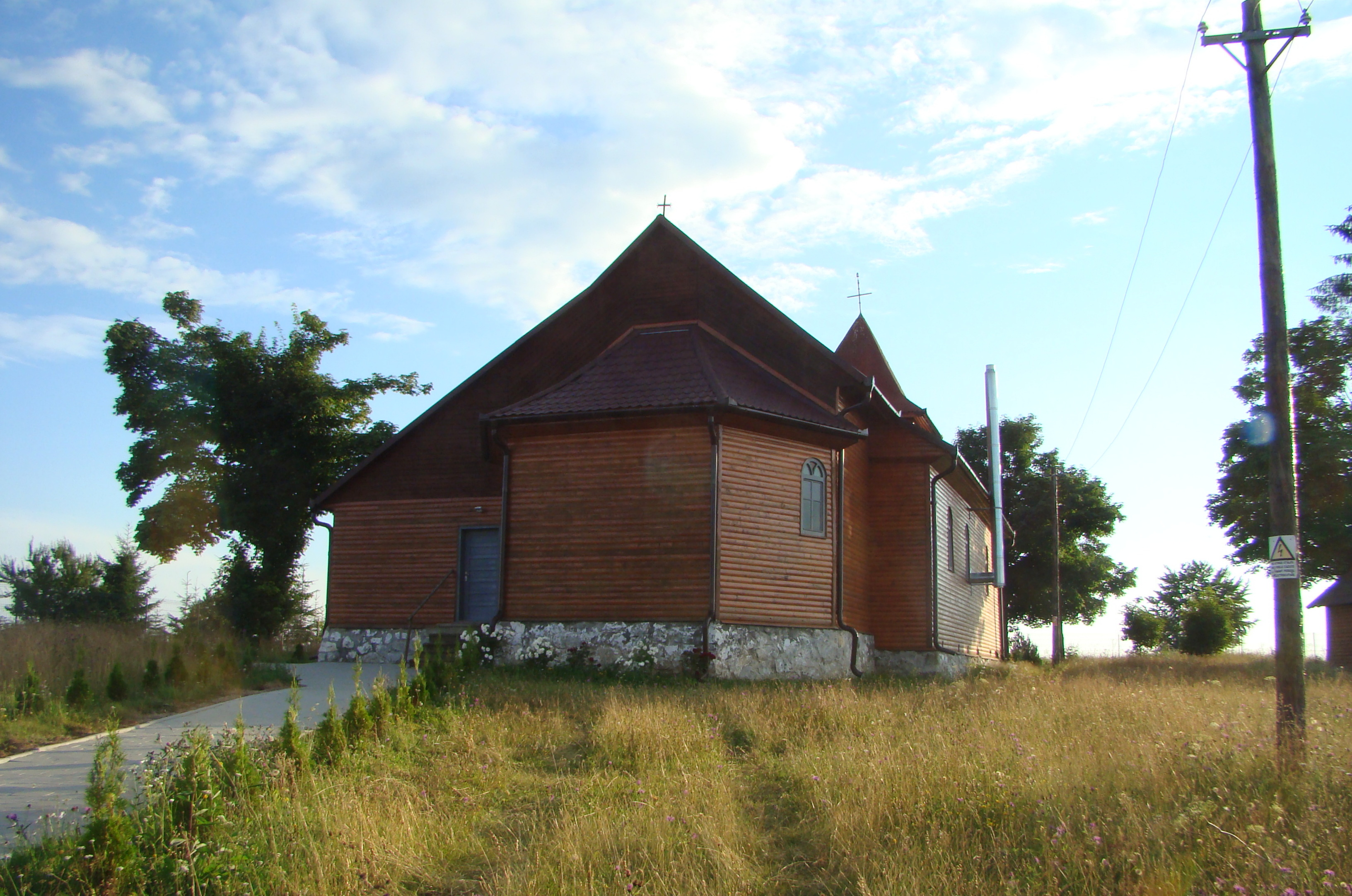
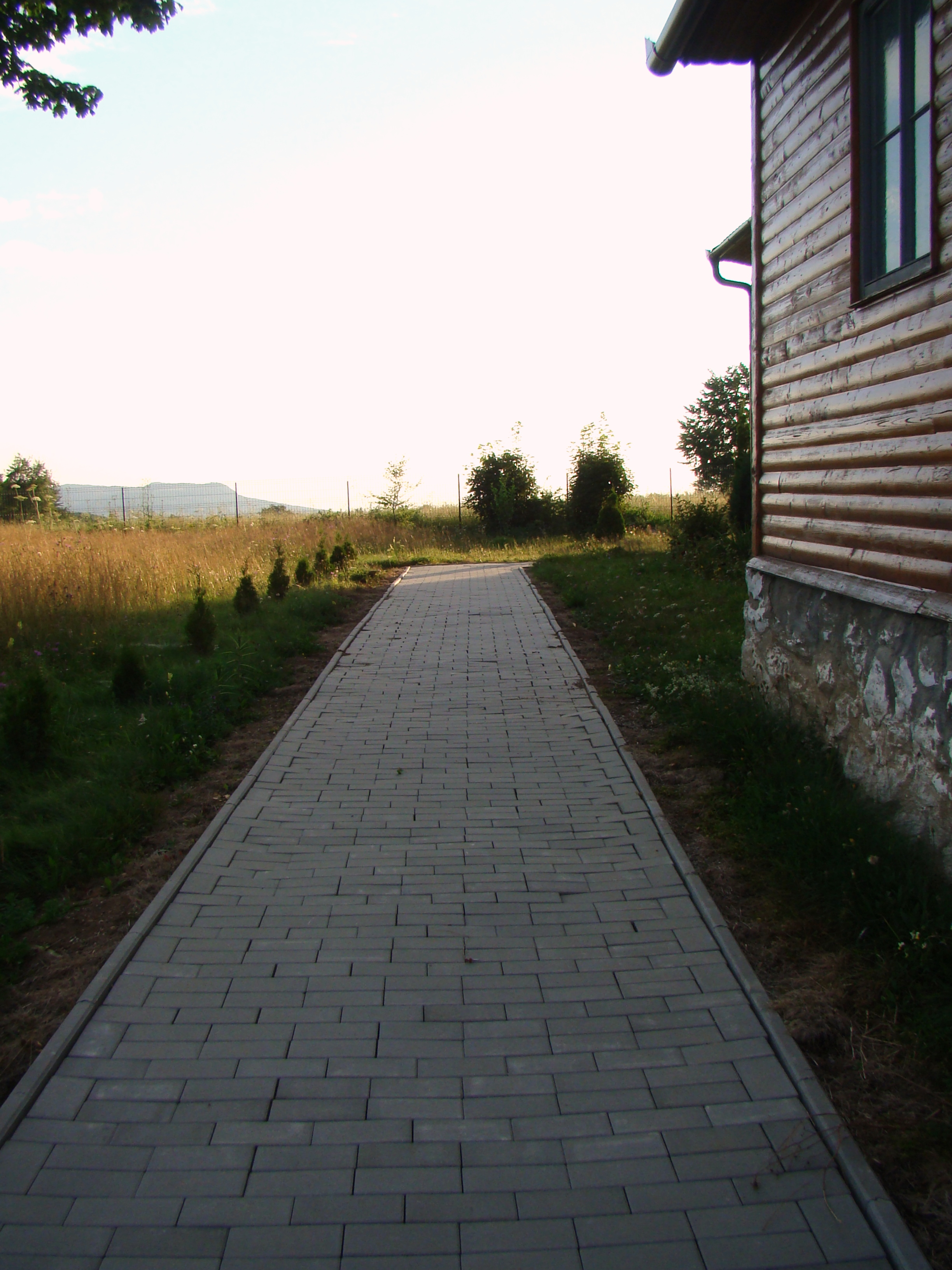
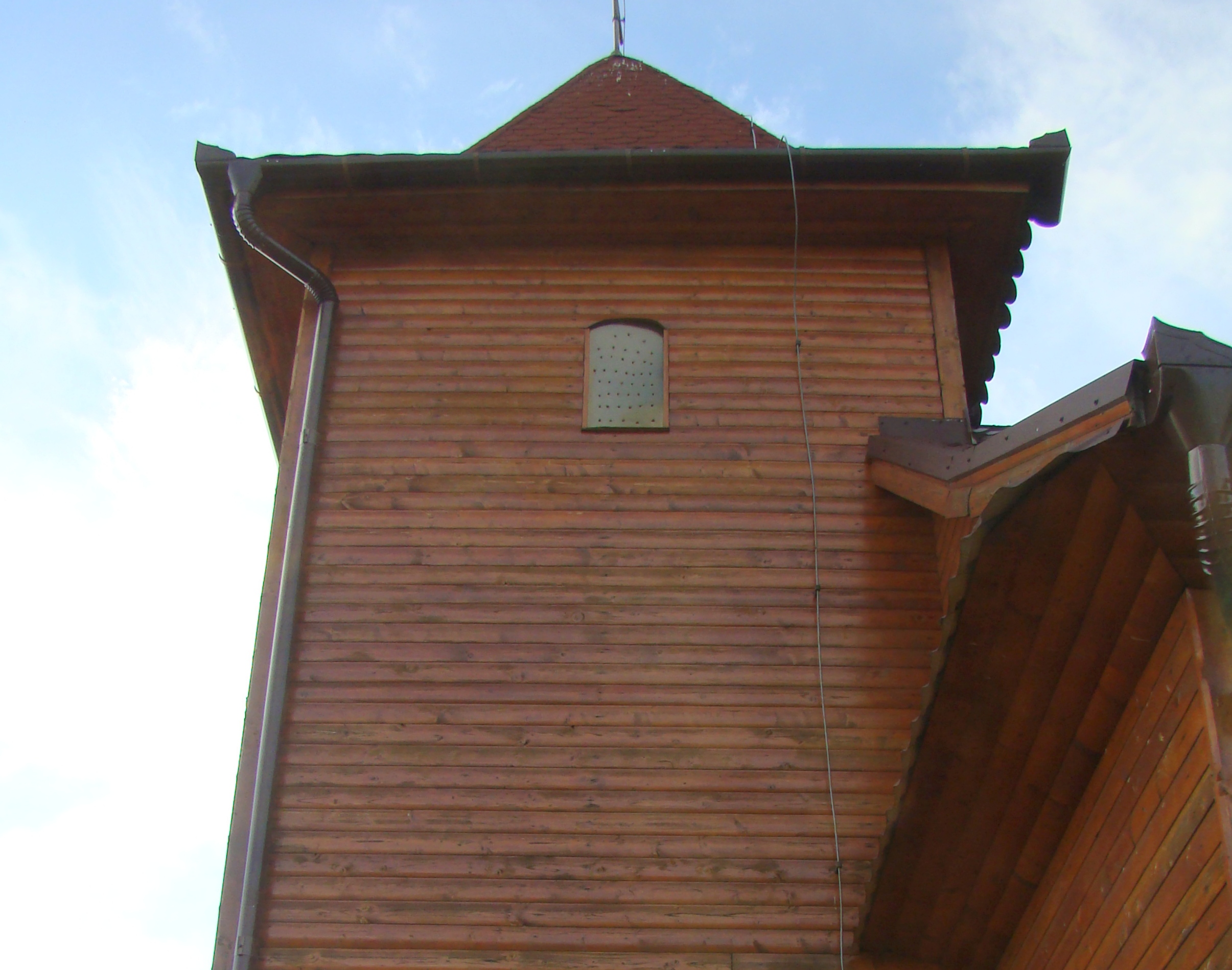
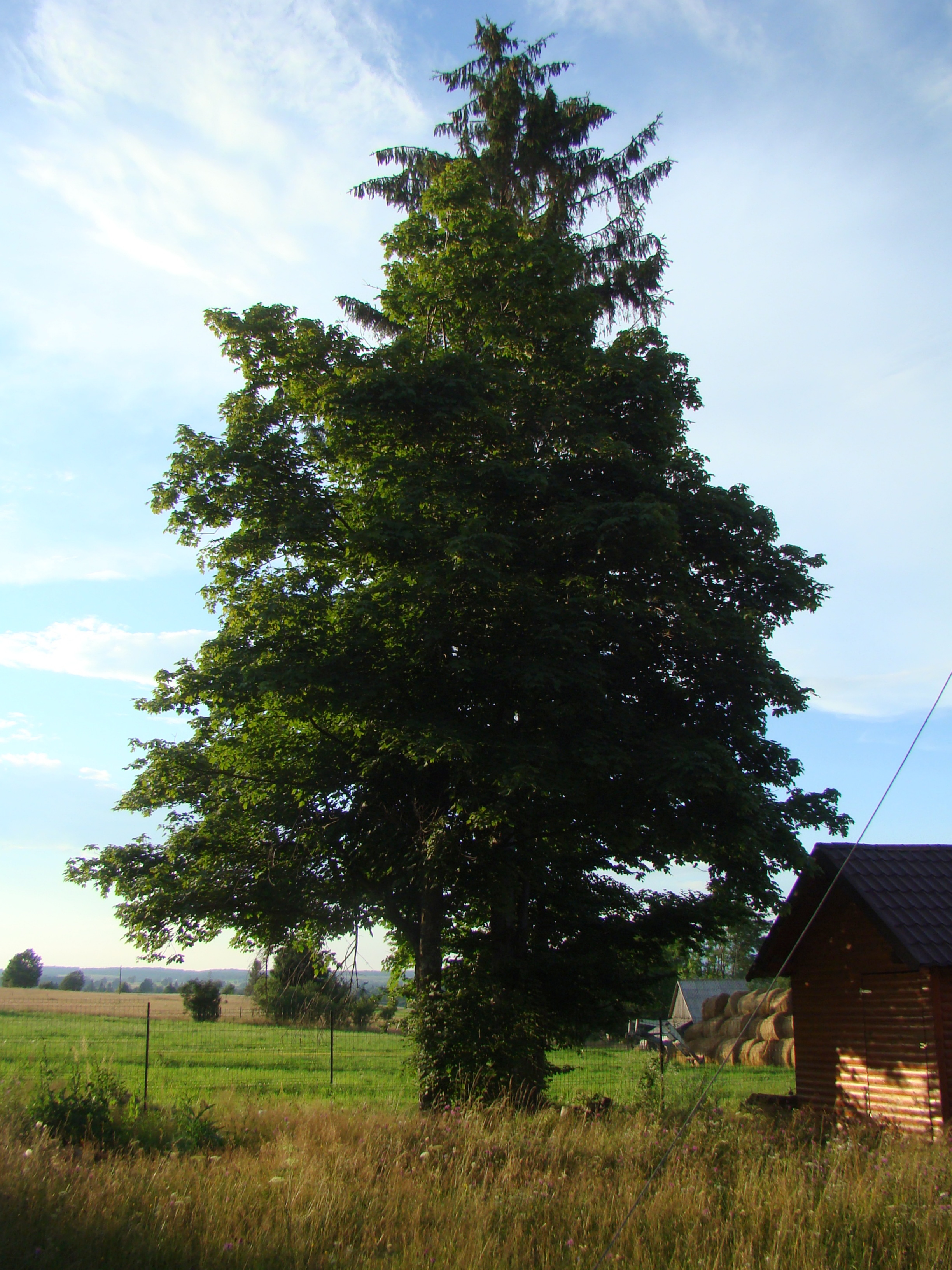
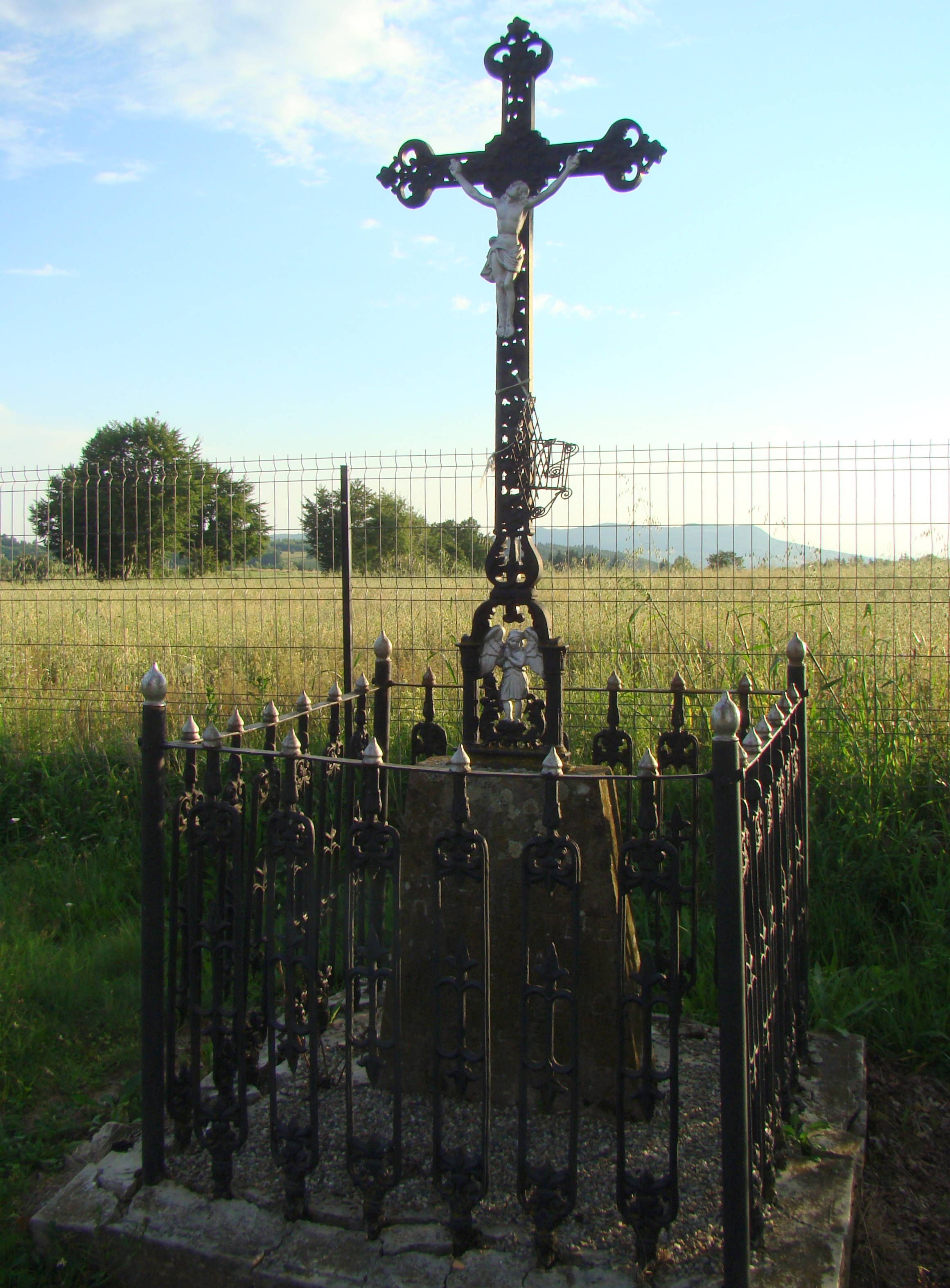
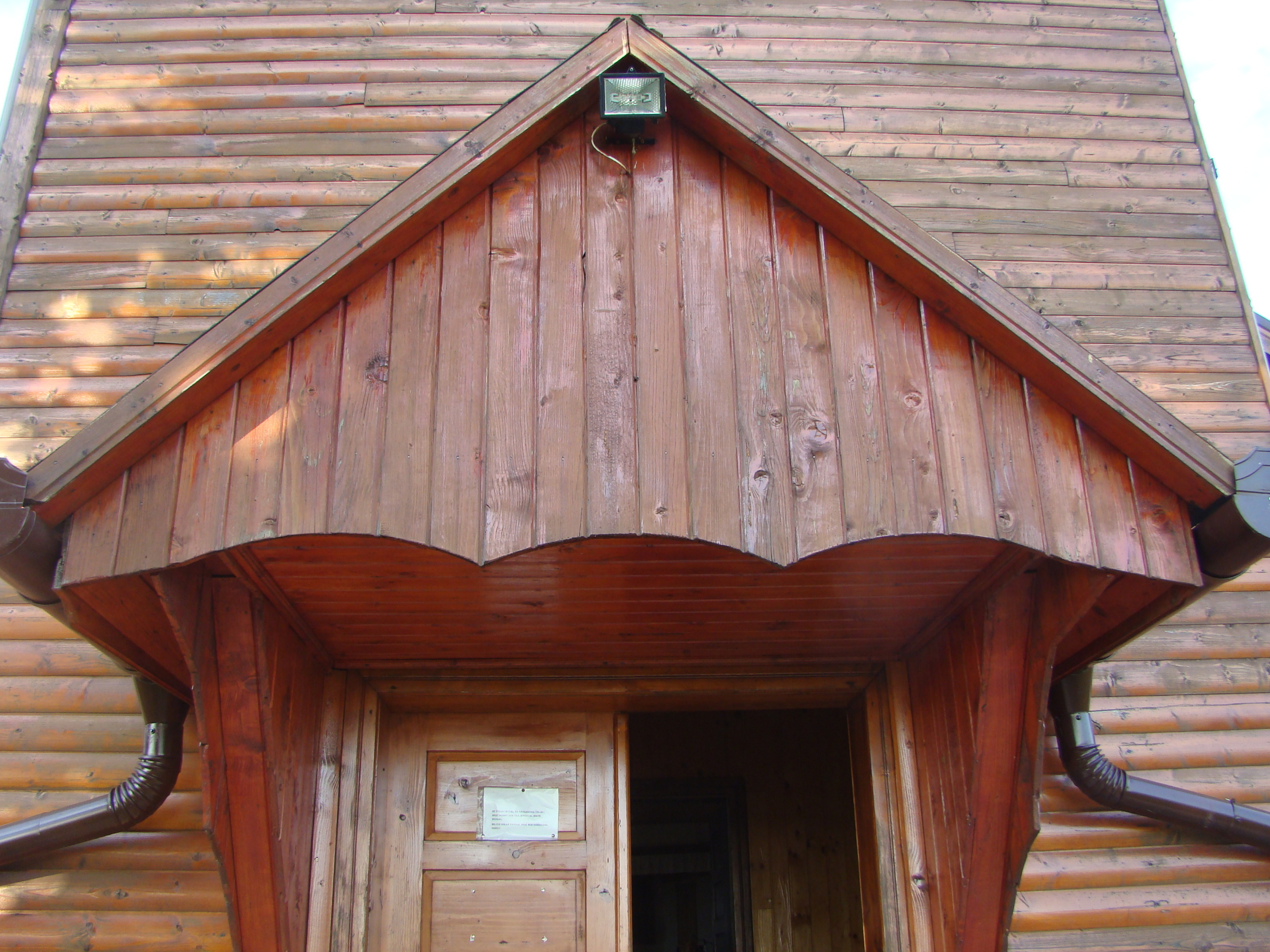
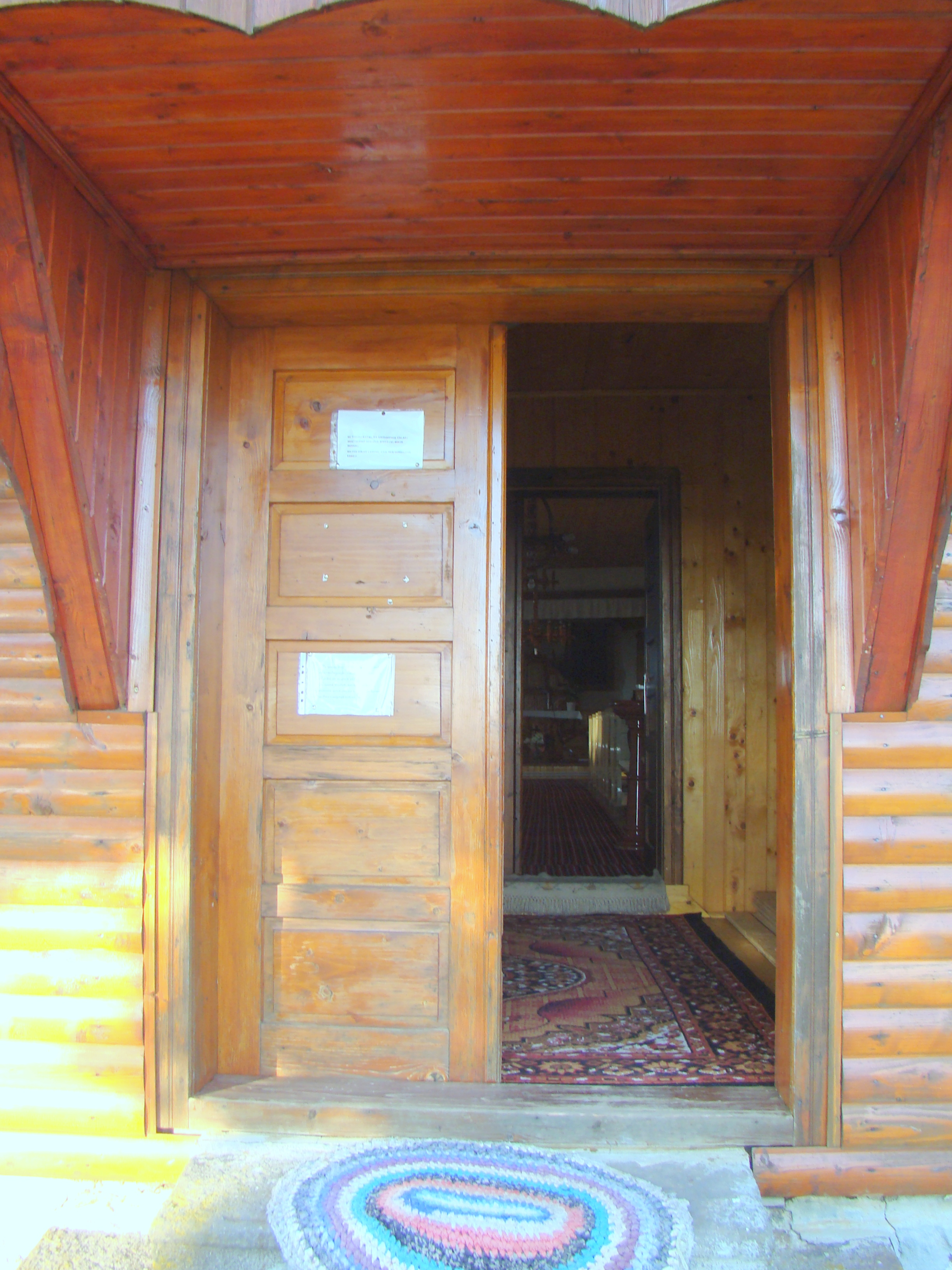
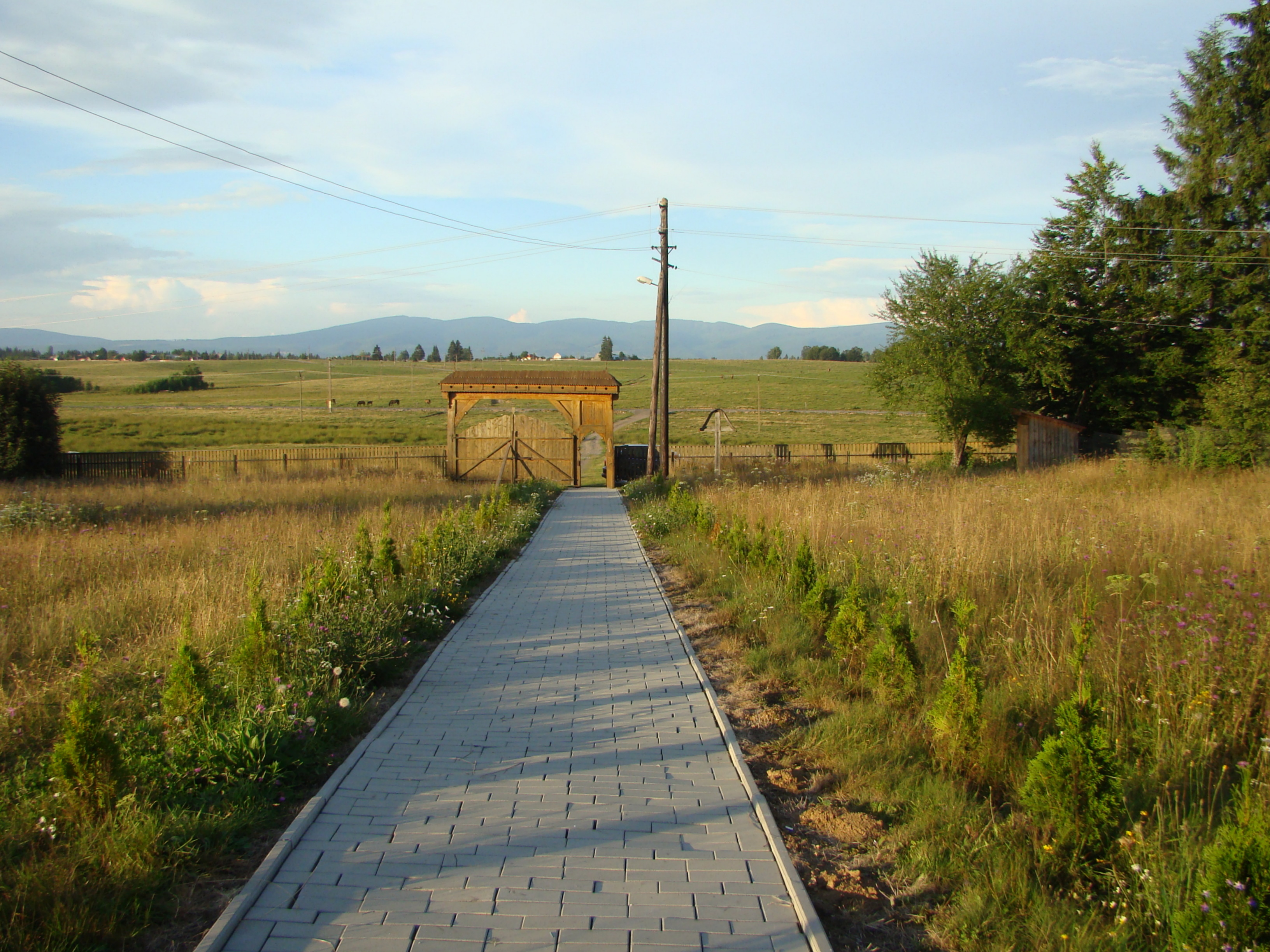
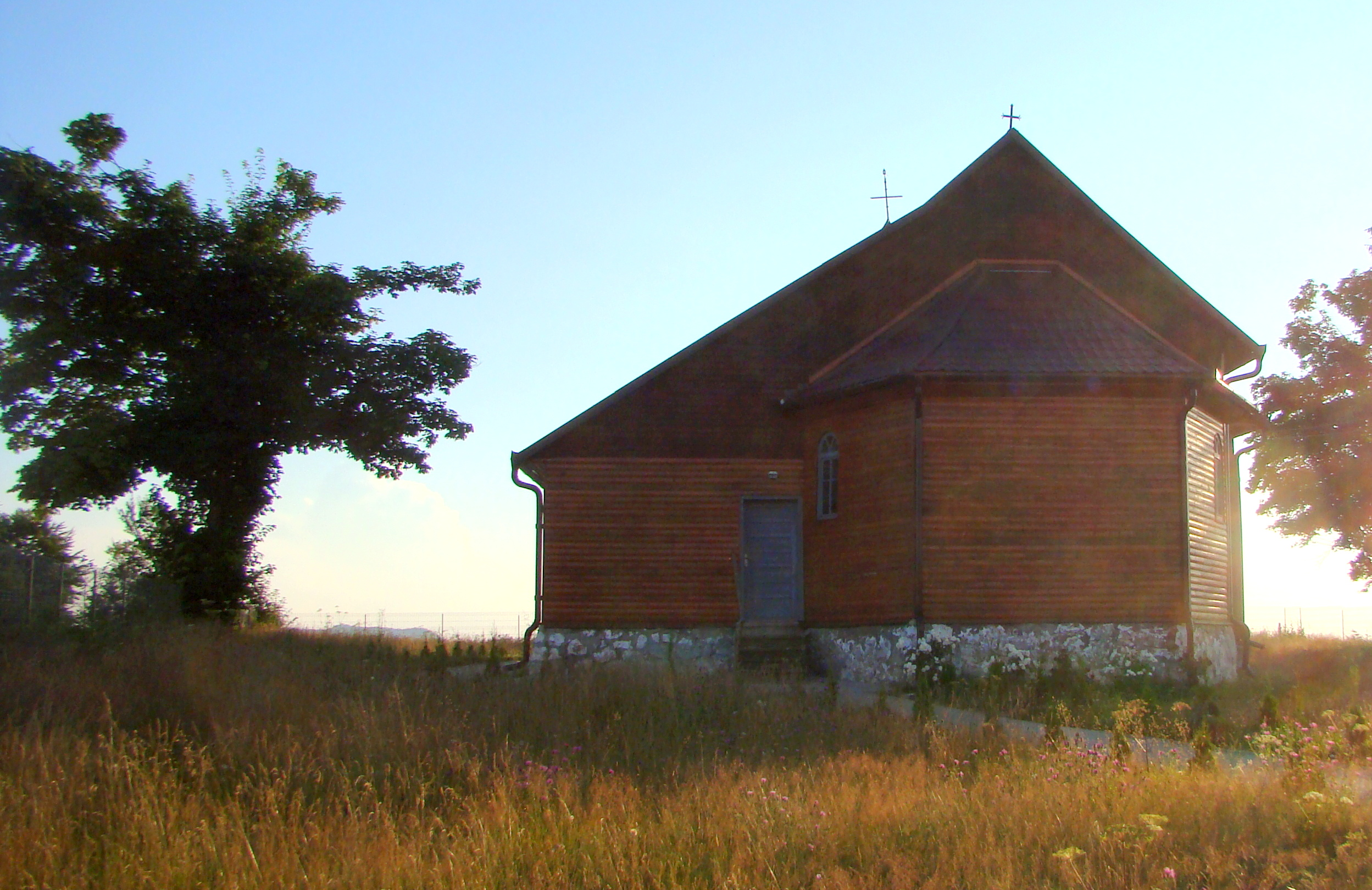
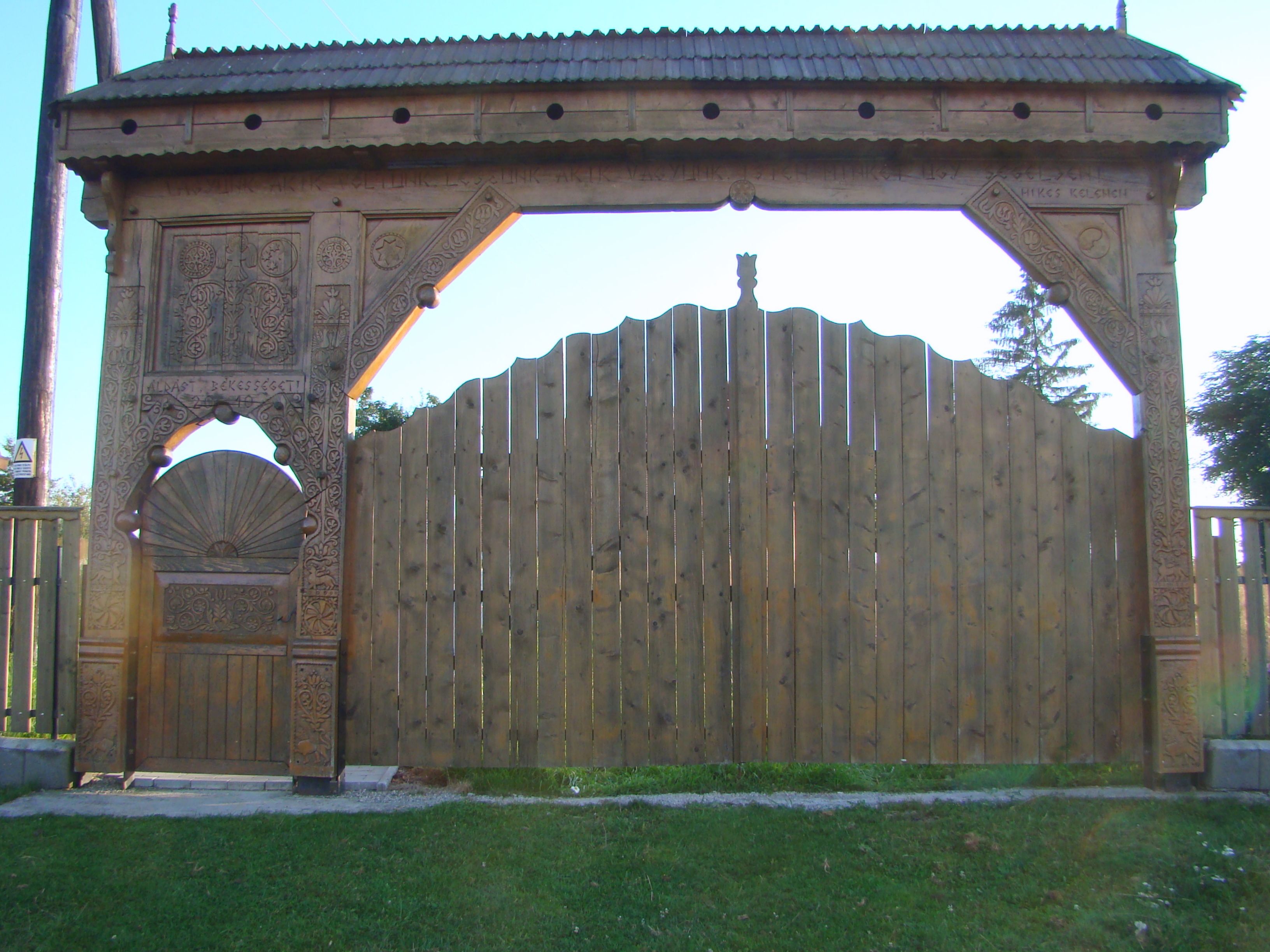

## Imagini din interior

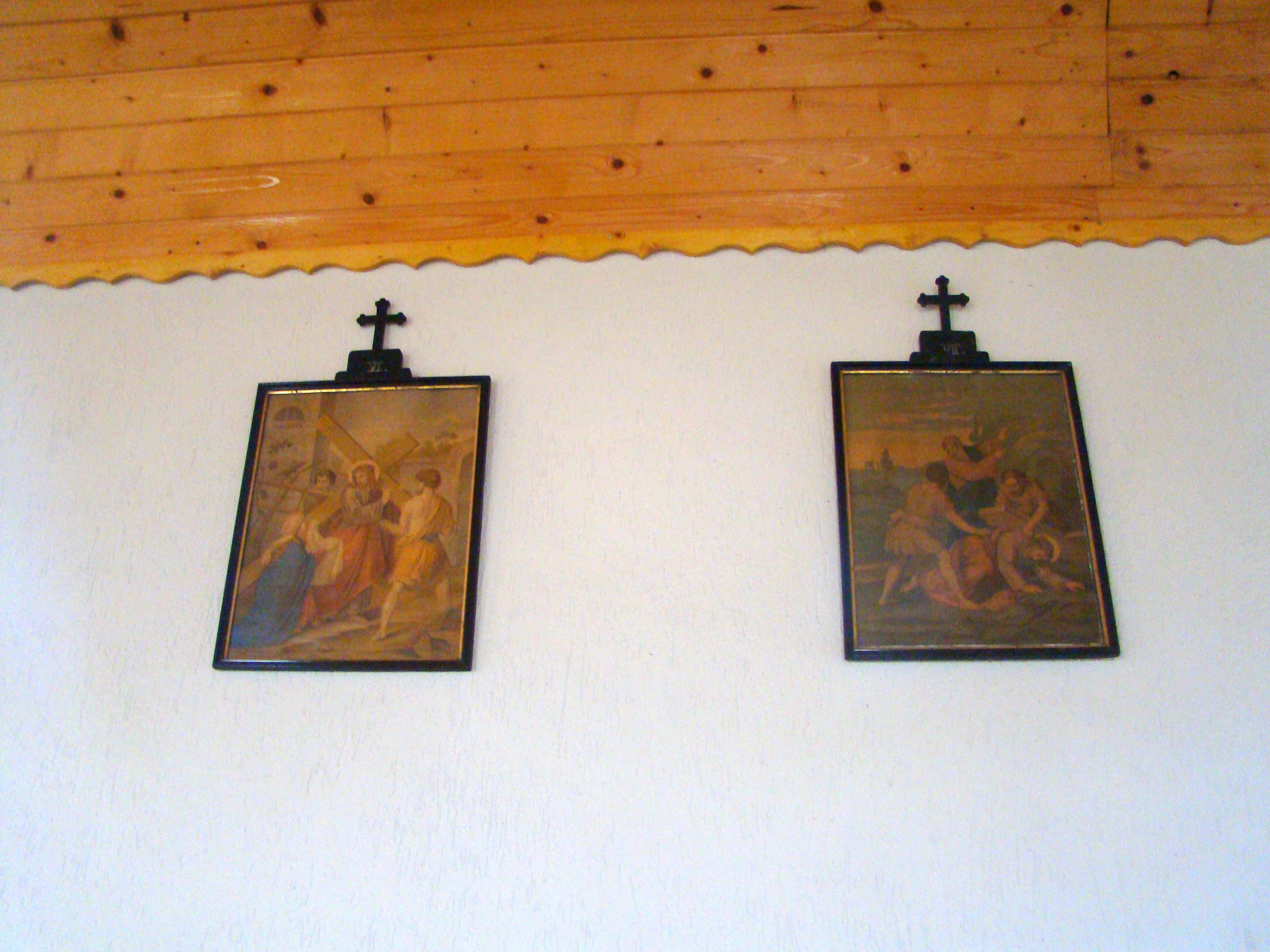
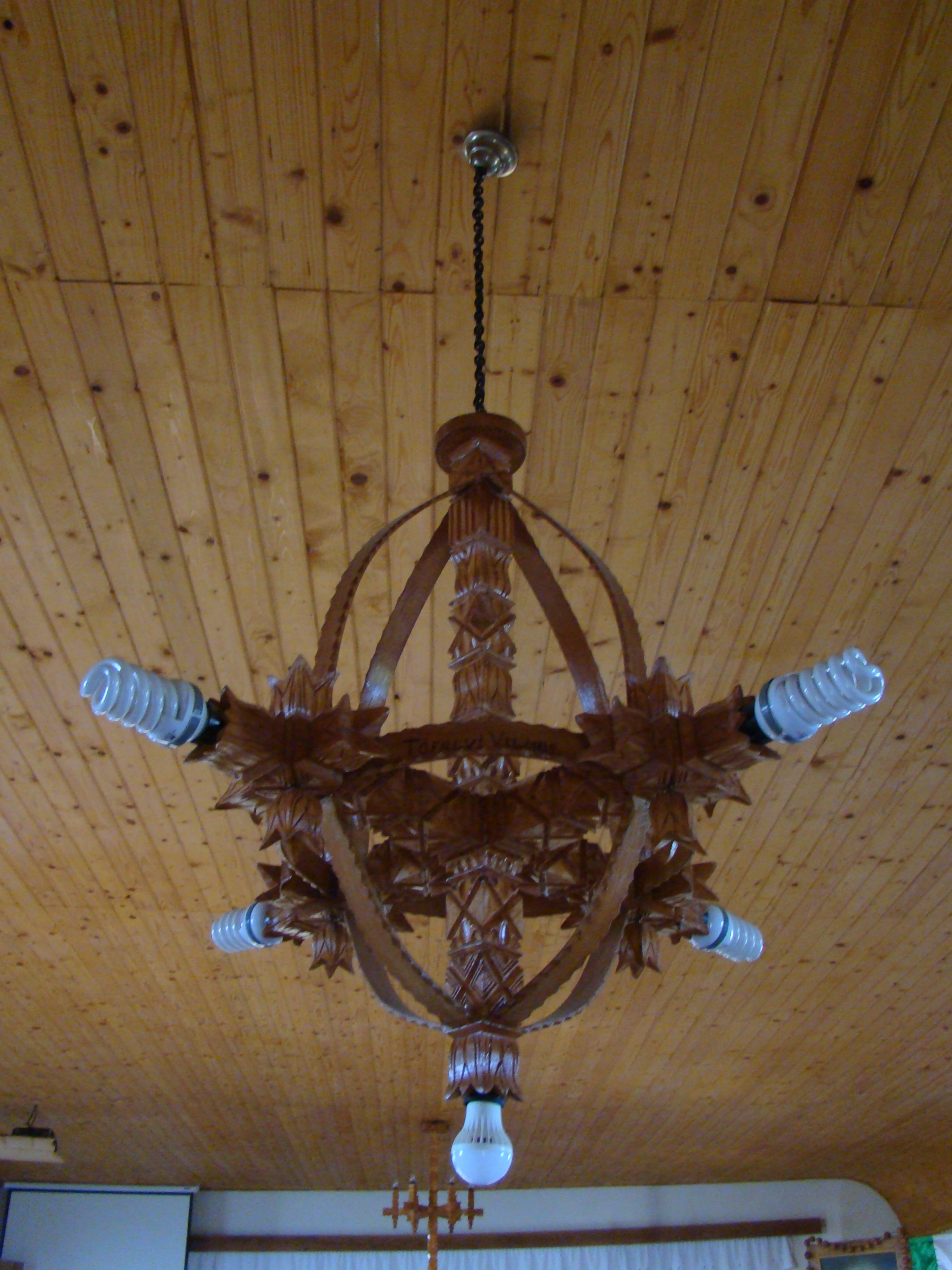
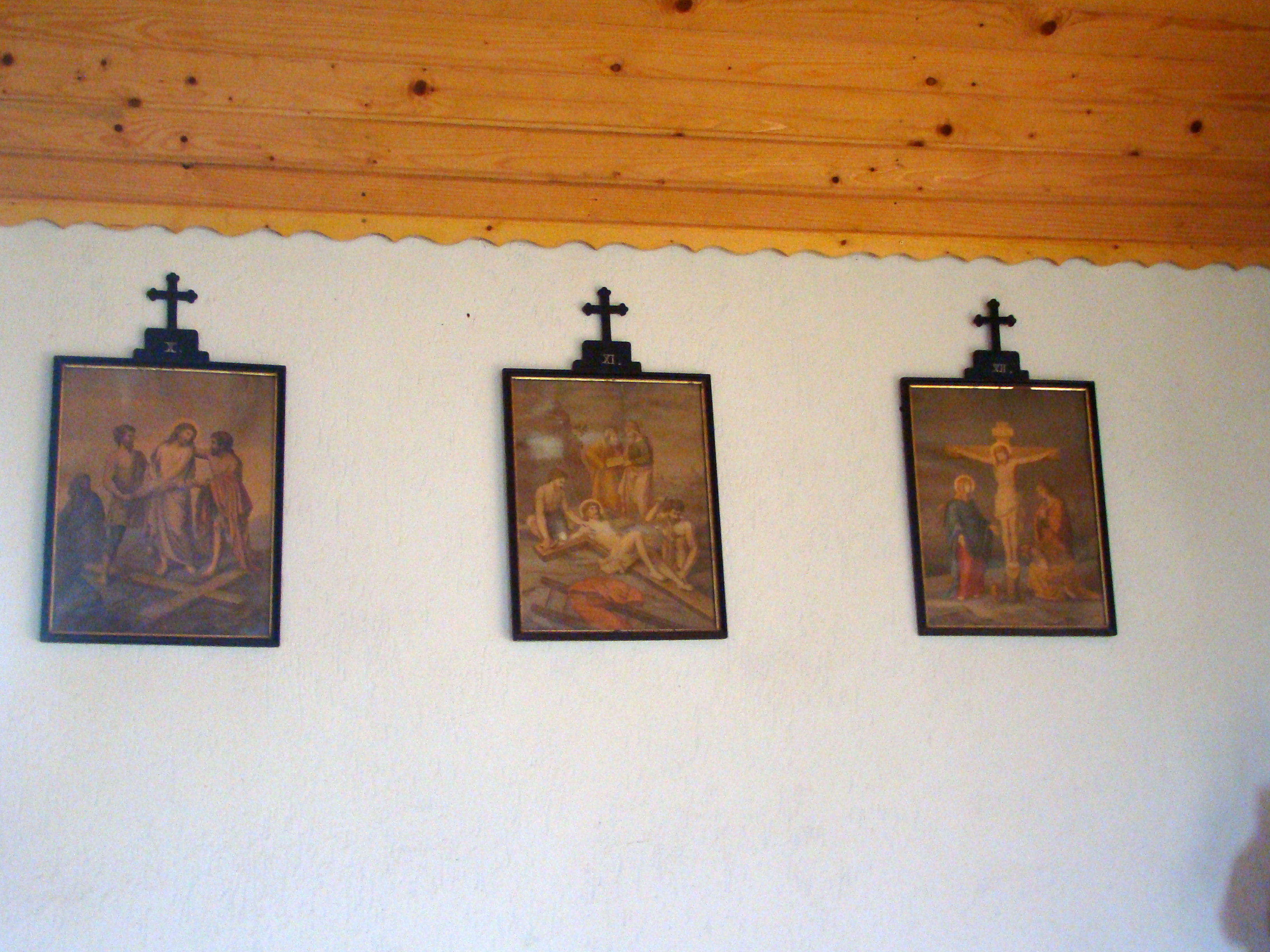
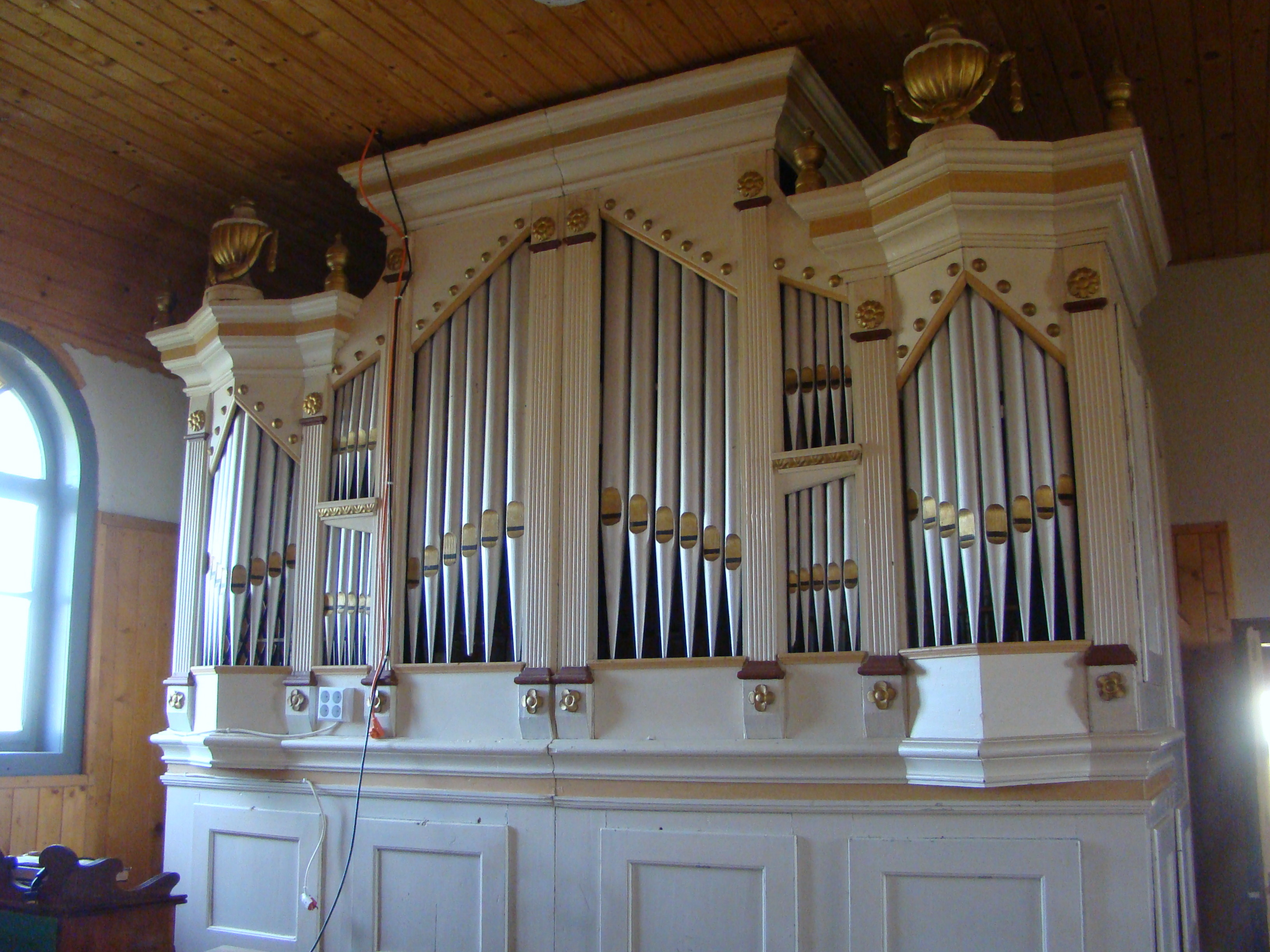
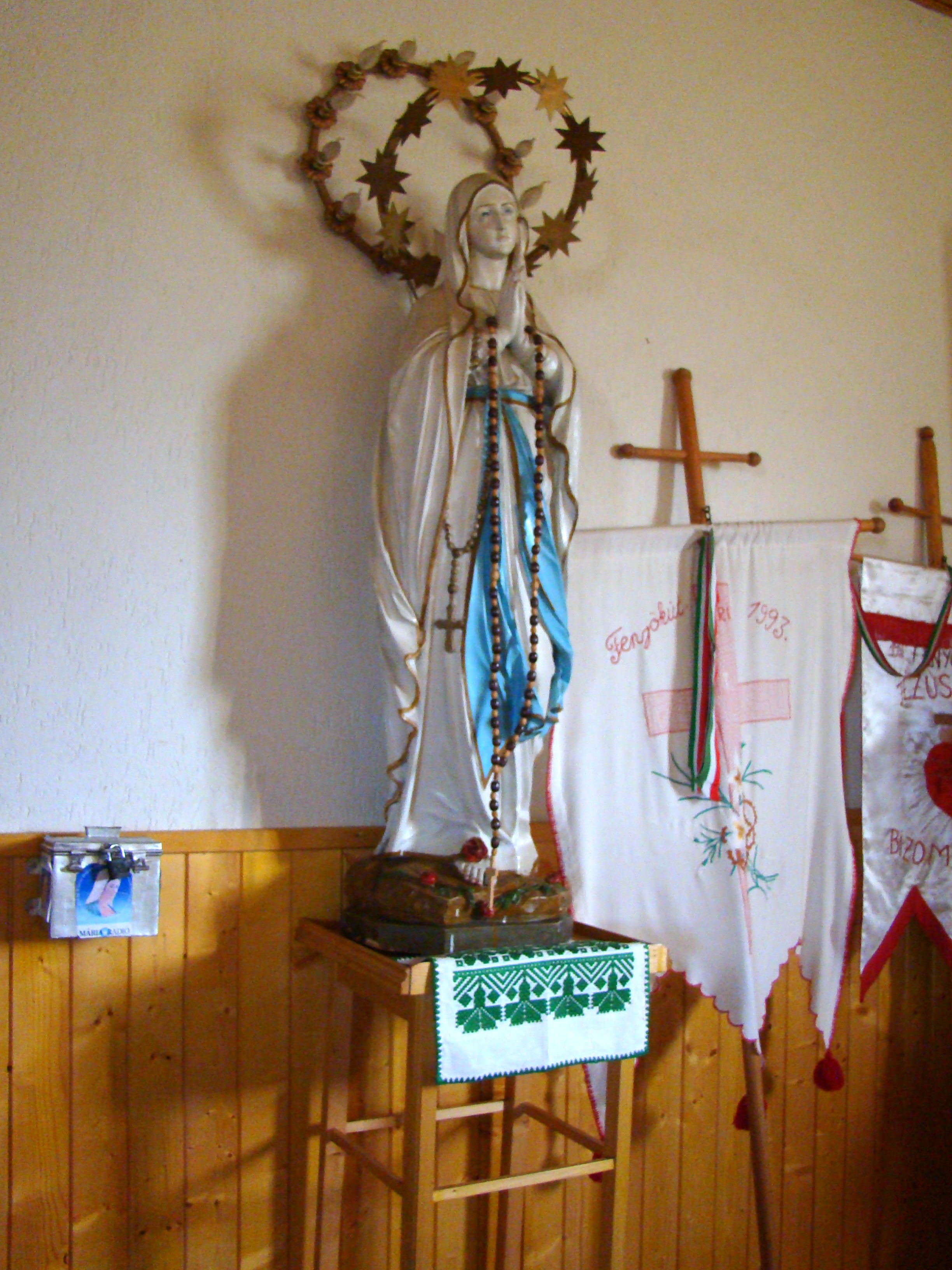
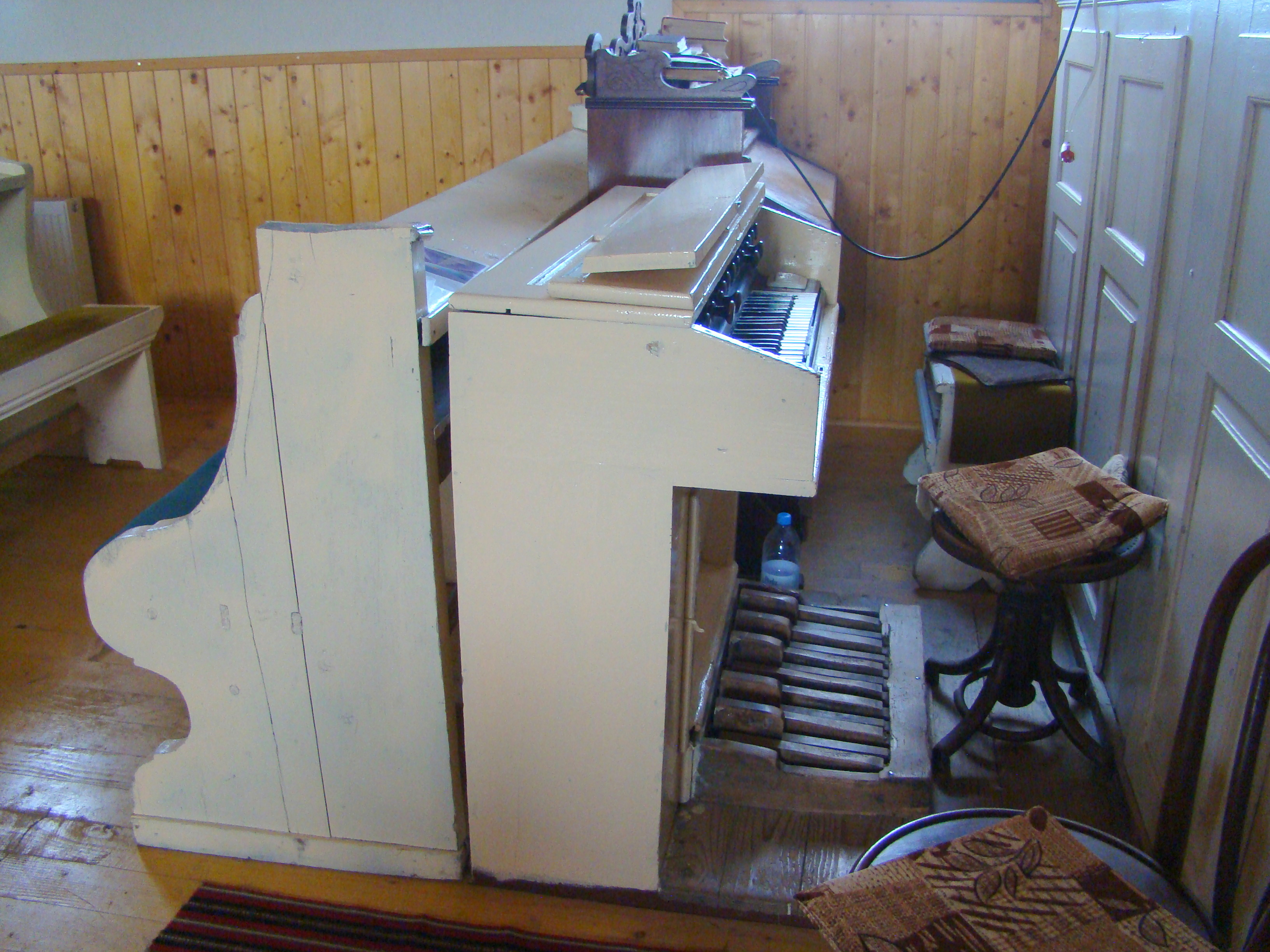
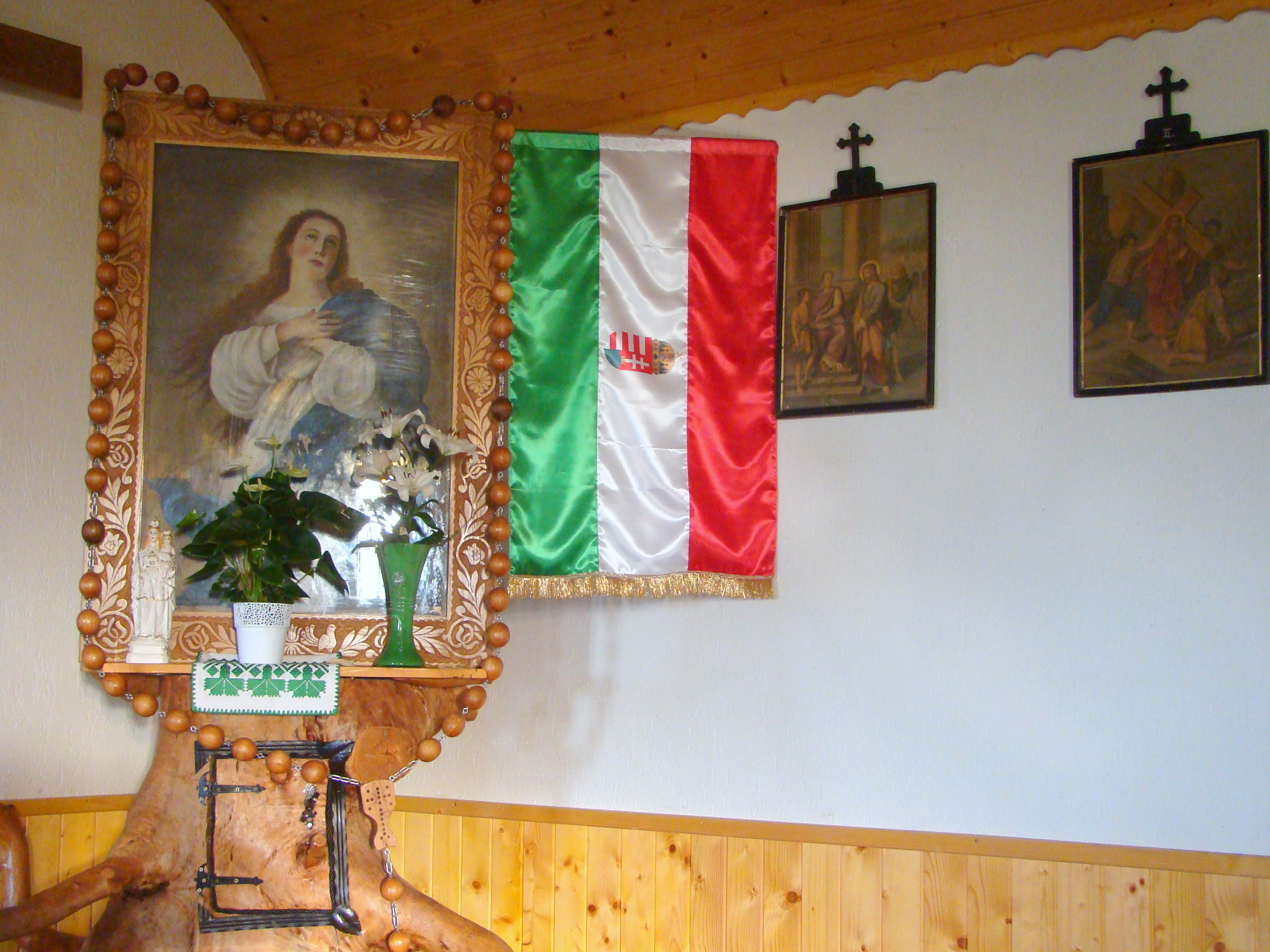
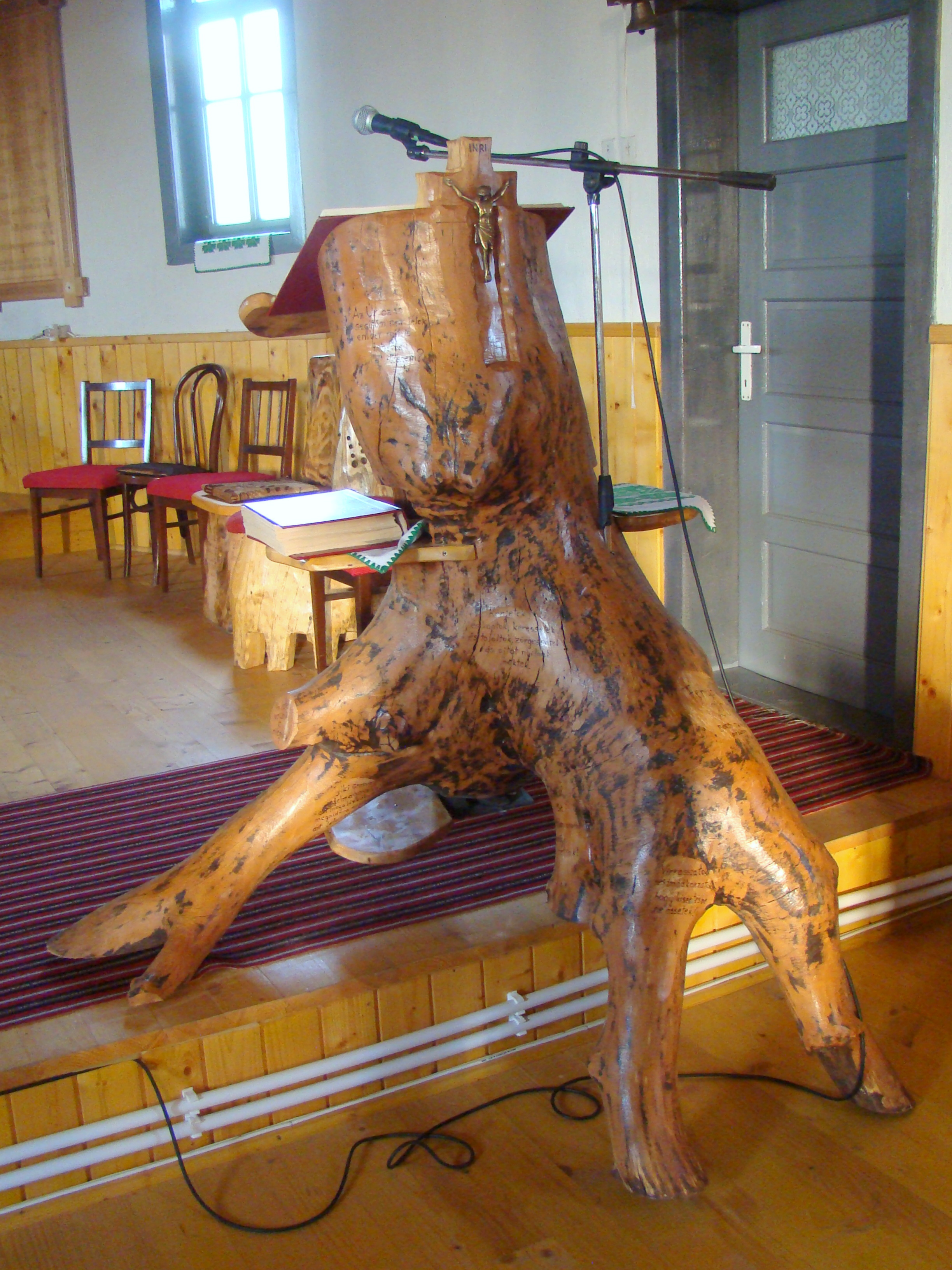
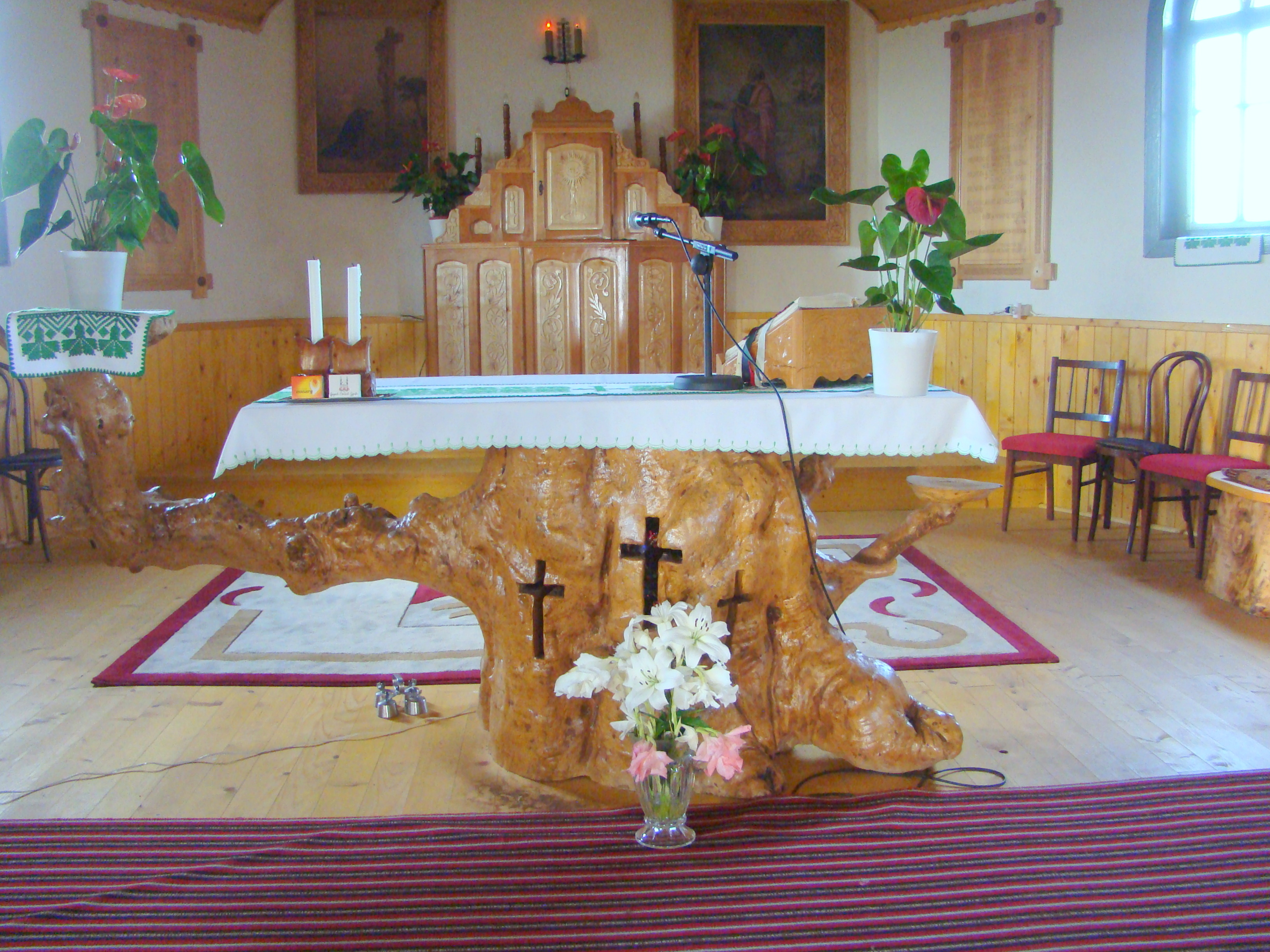
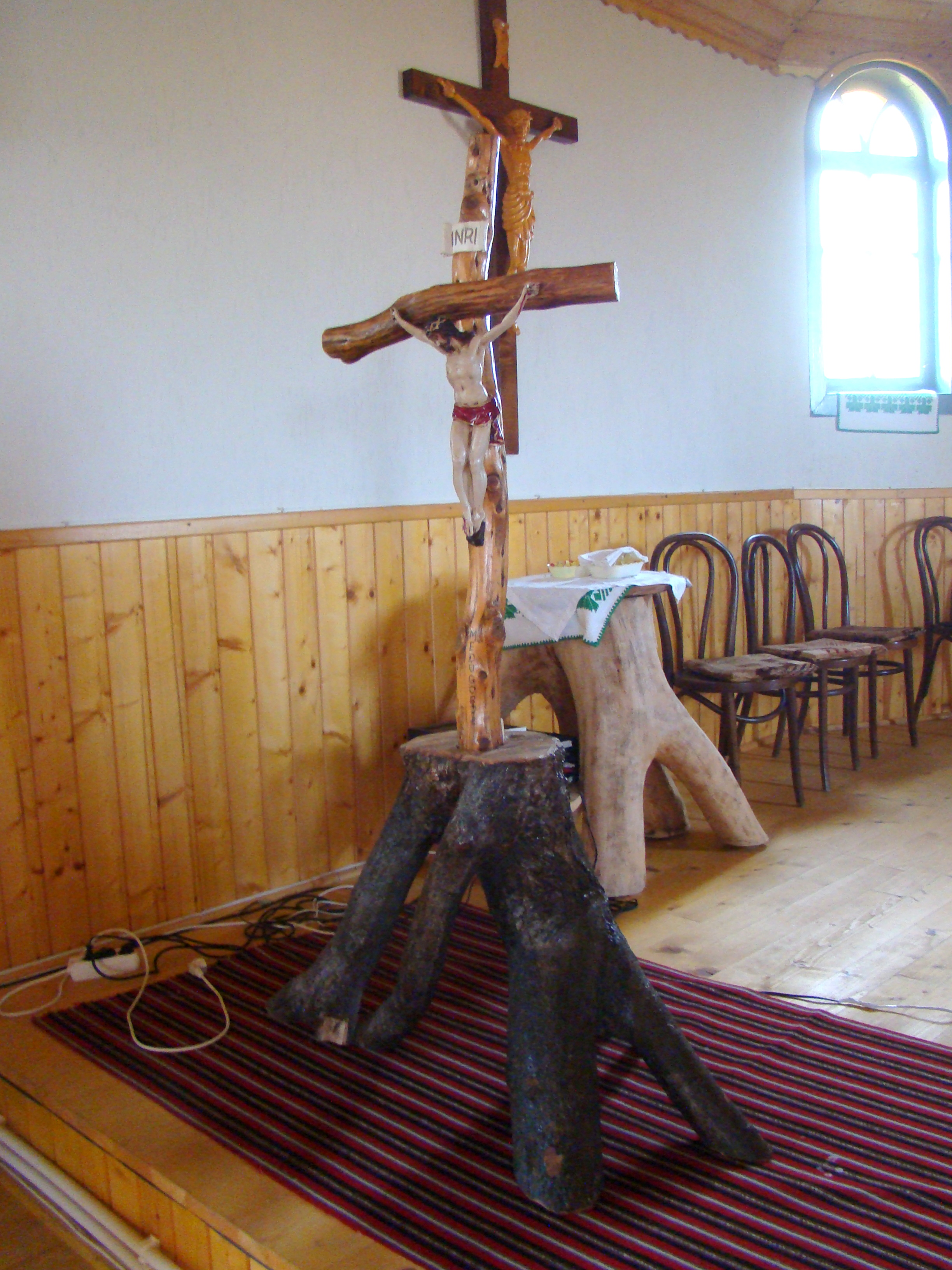
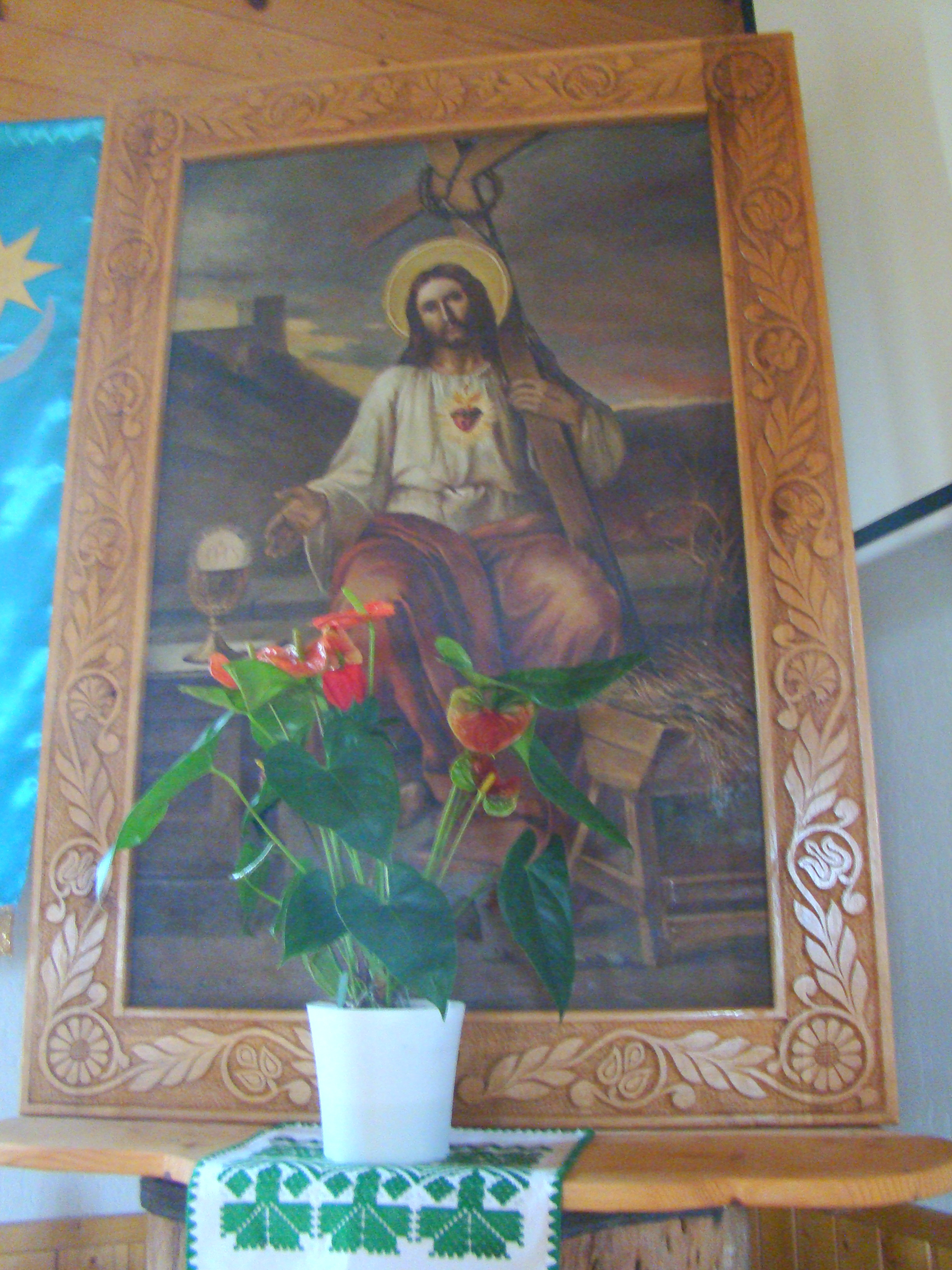
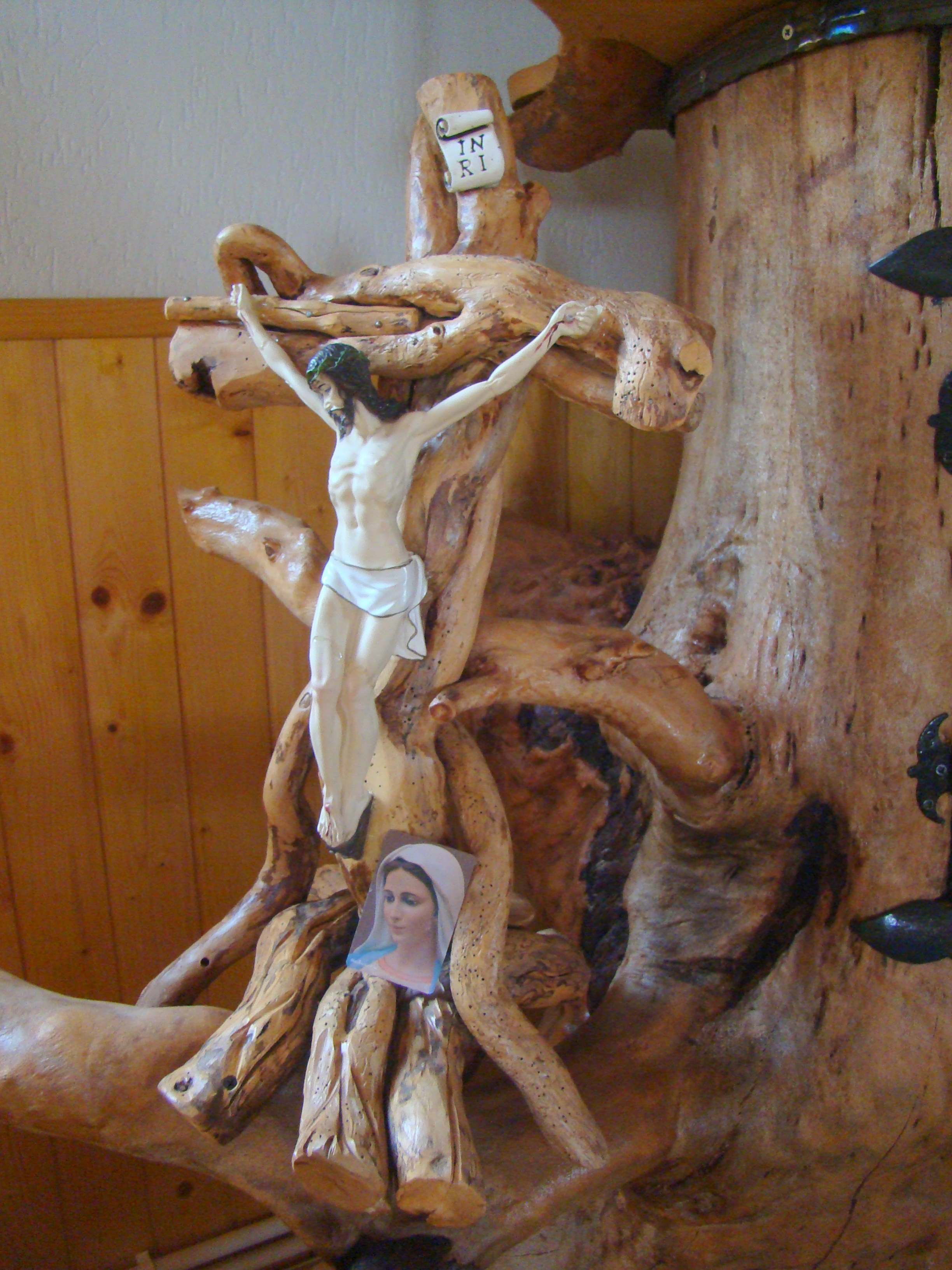
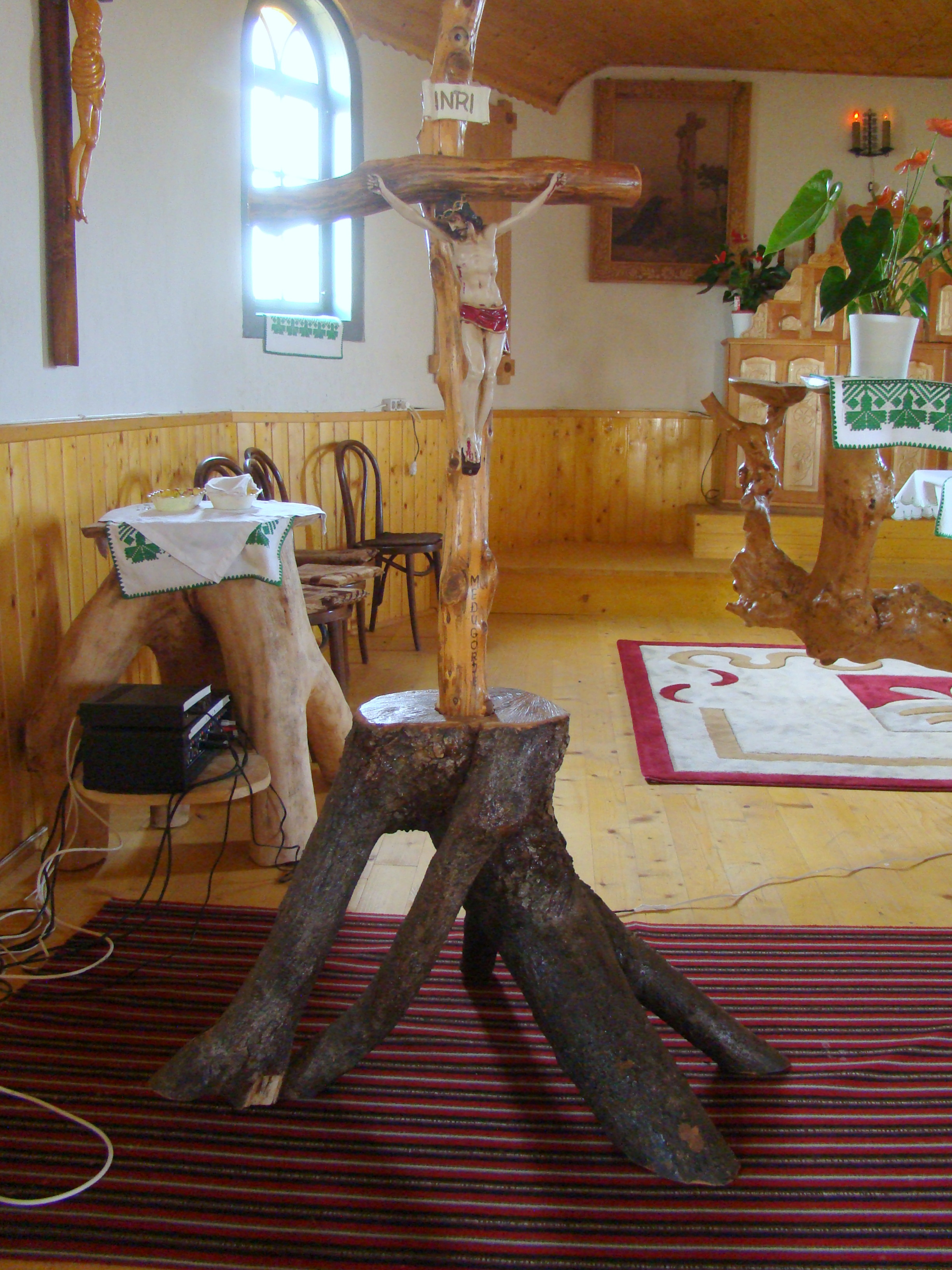
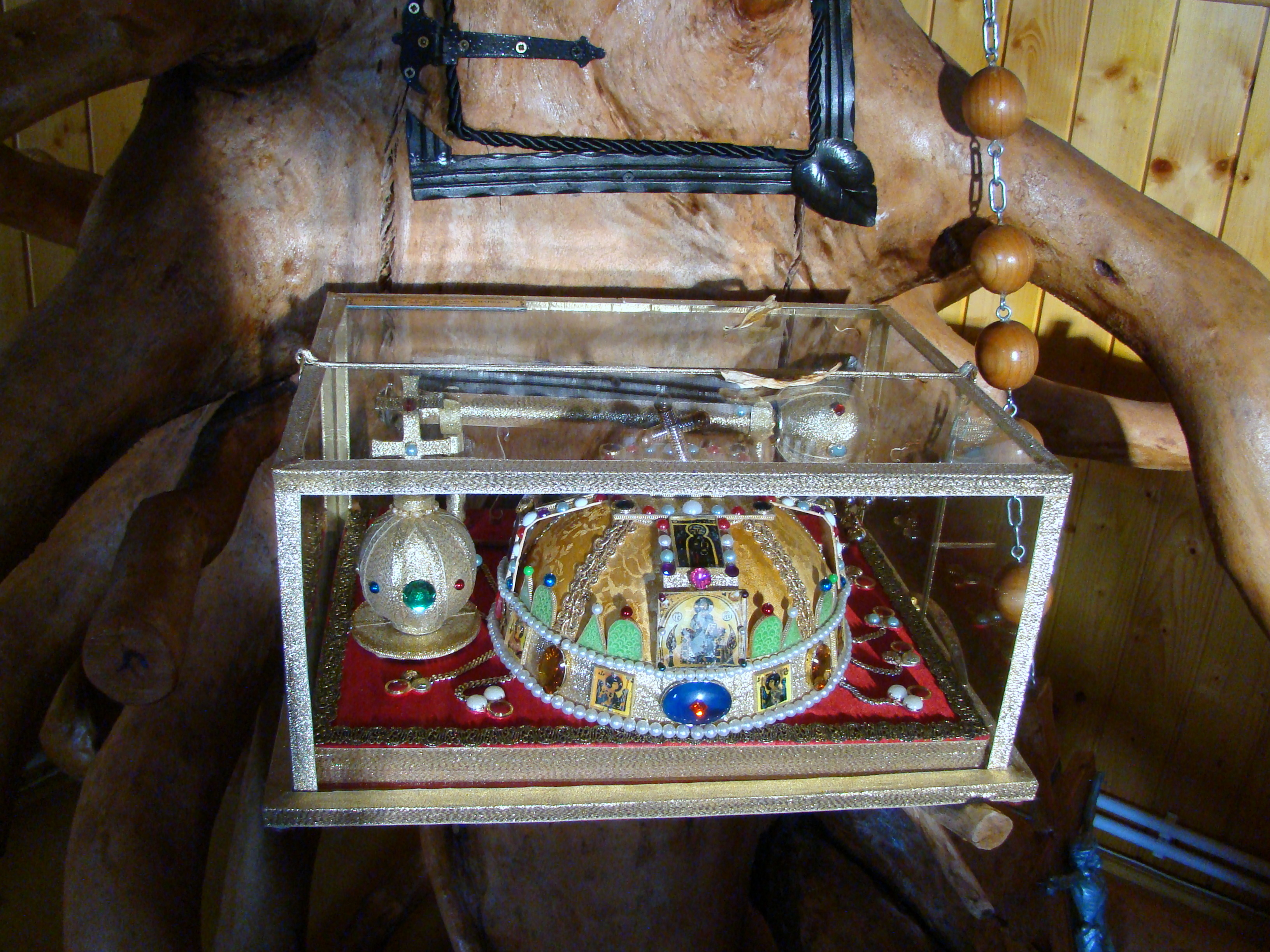
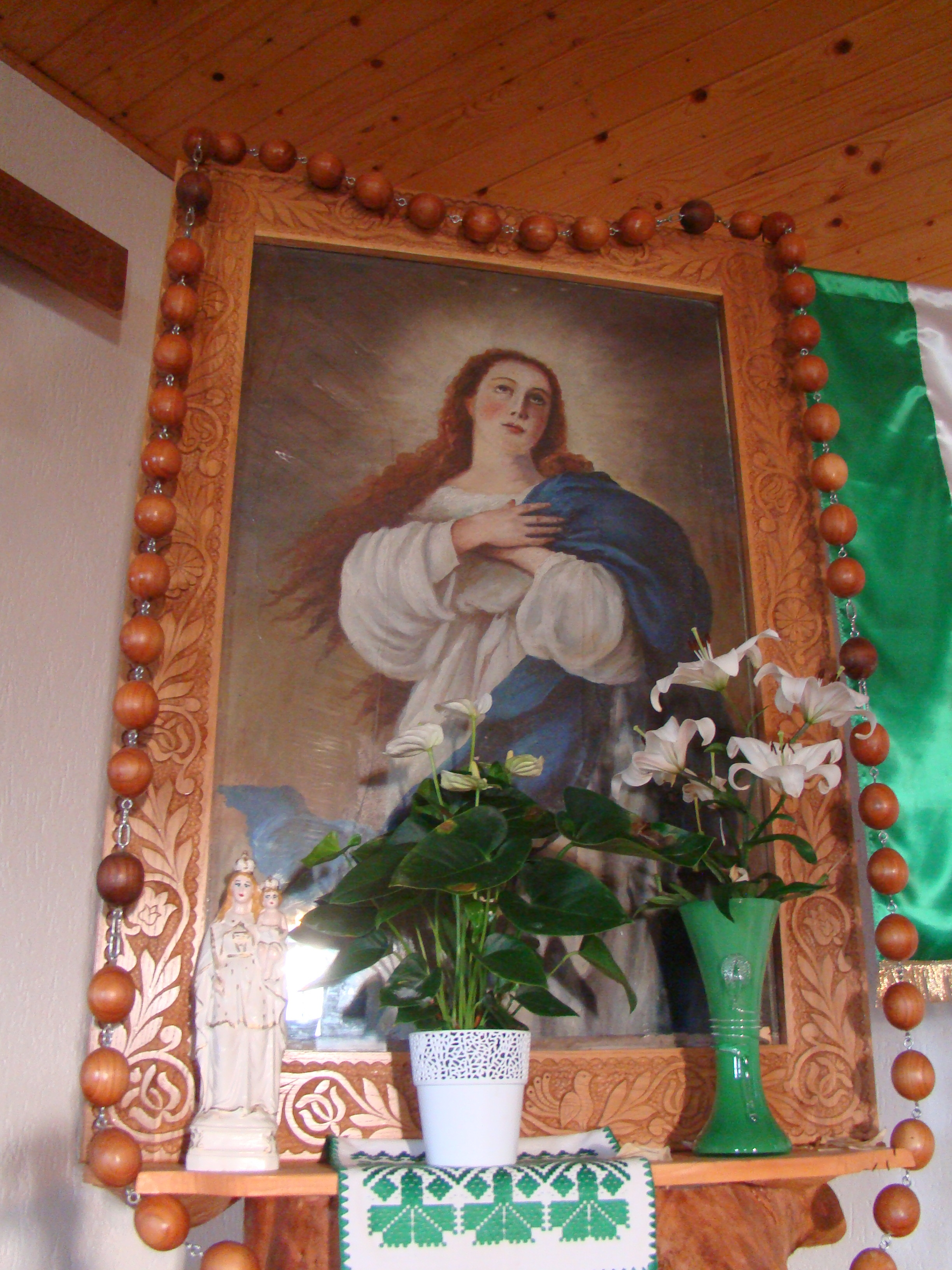
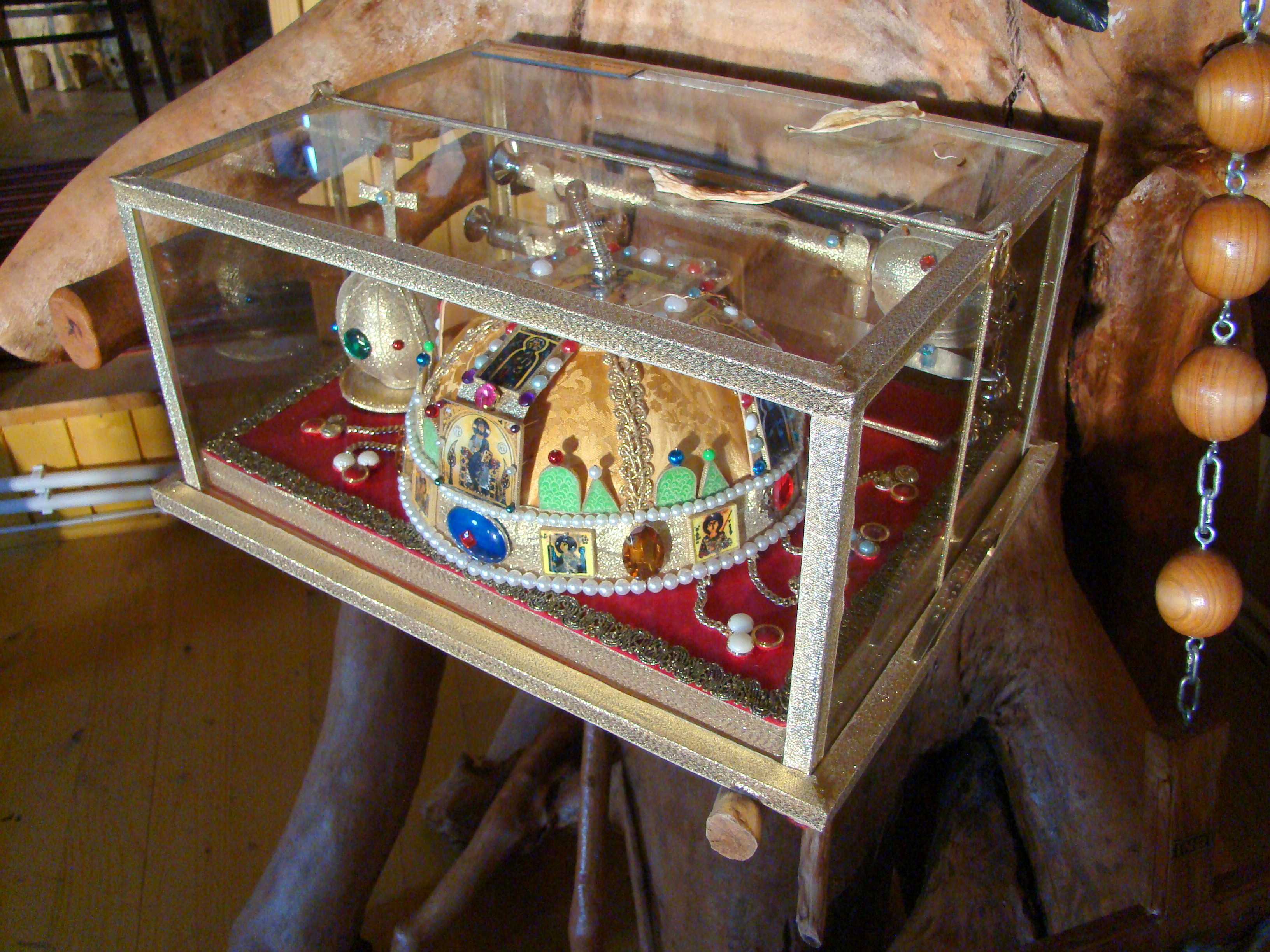
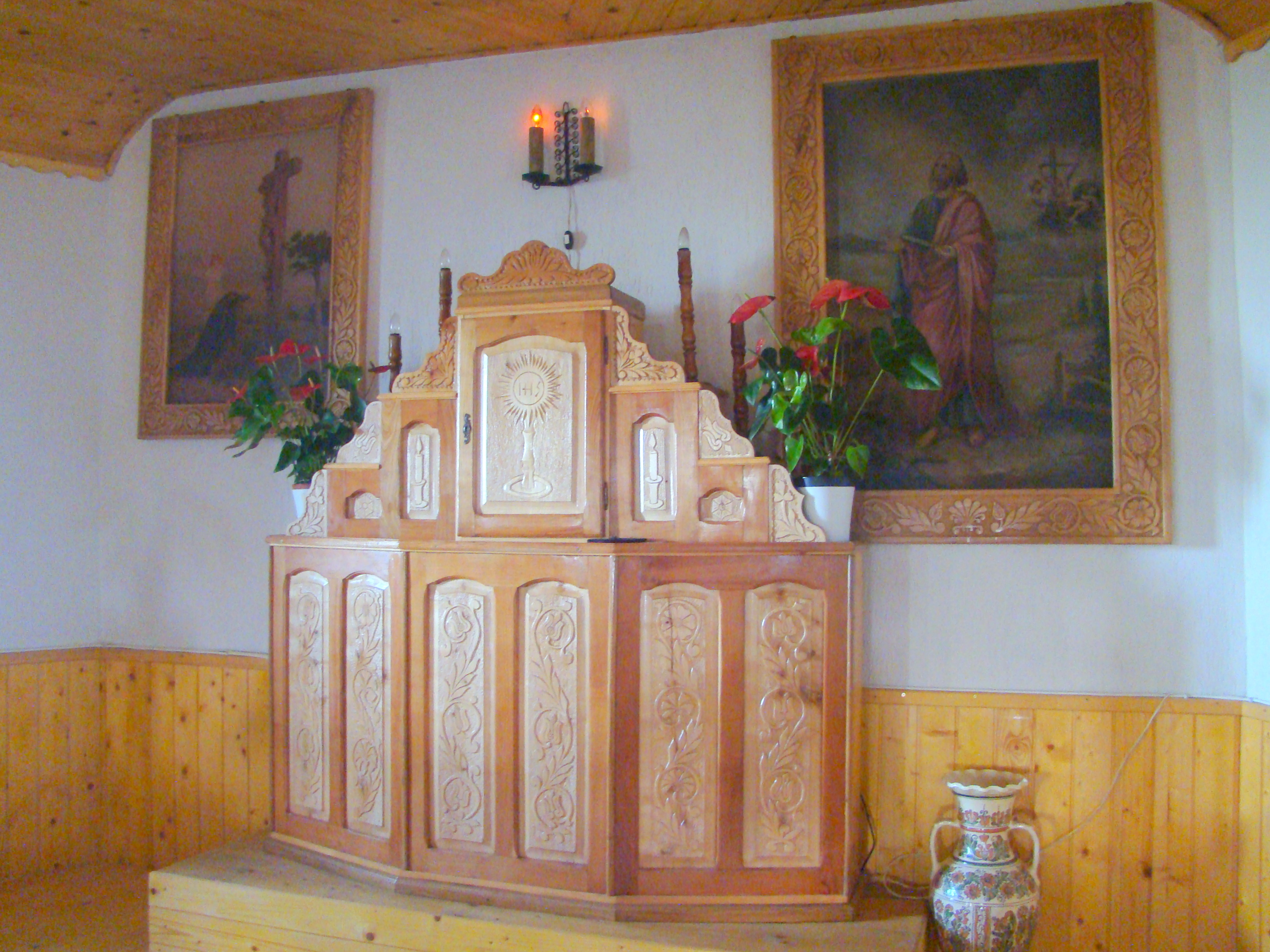
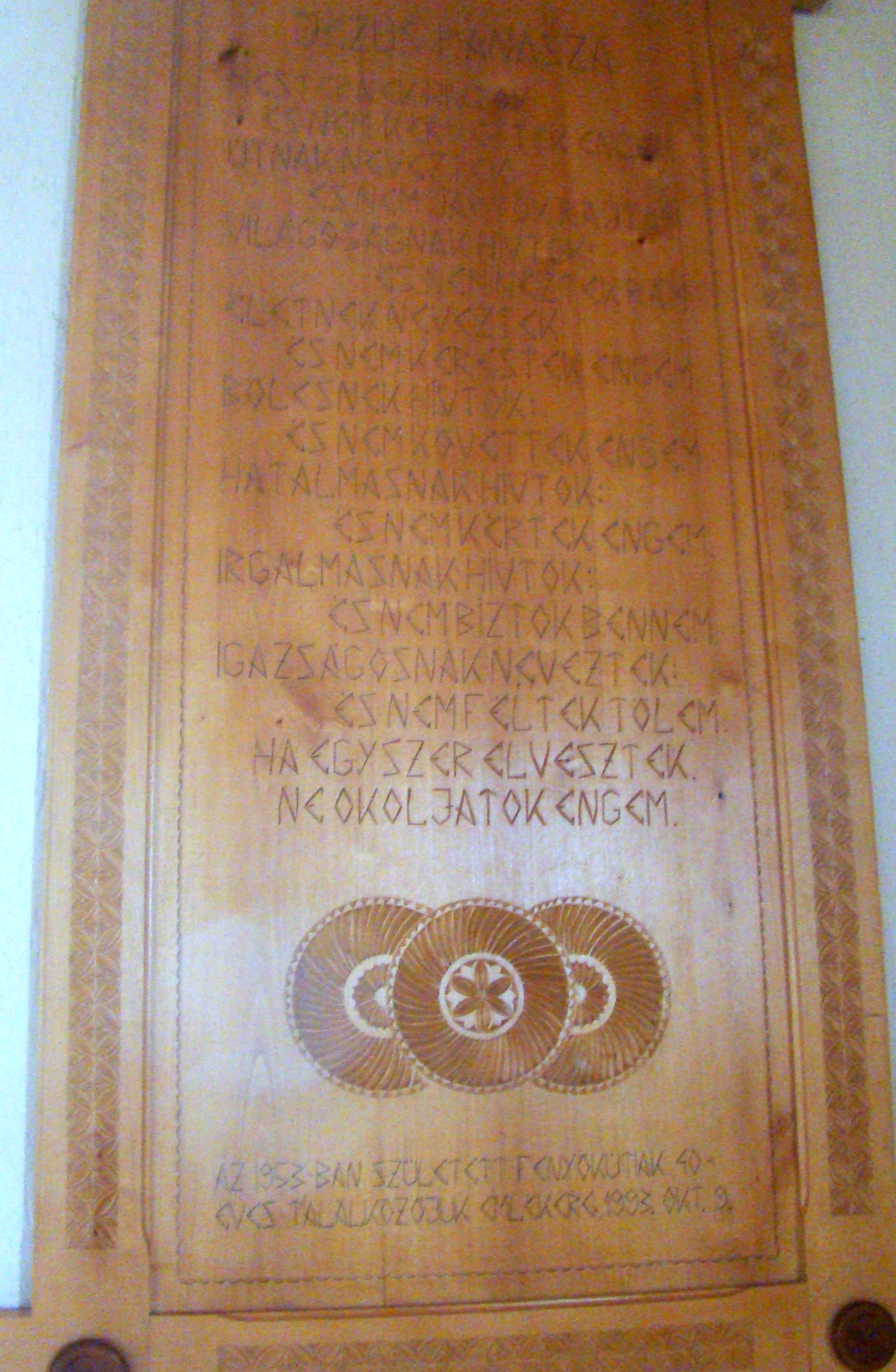
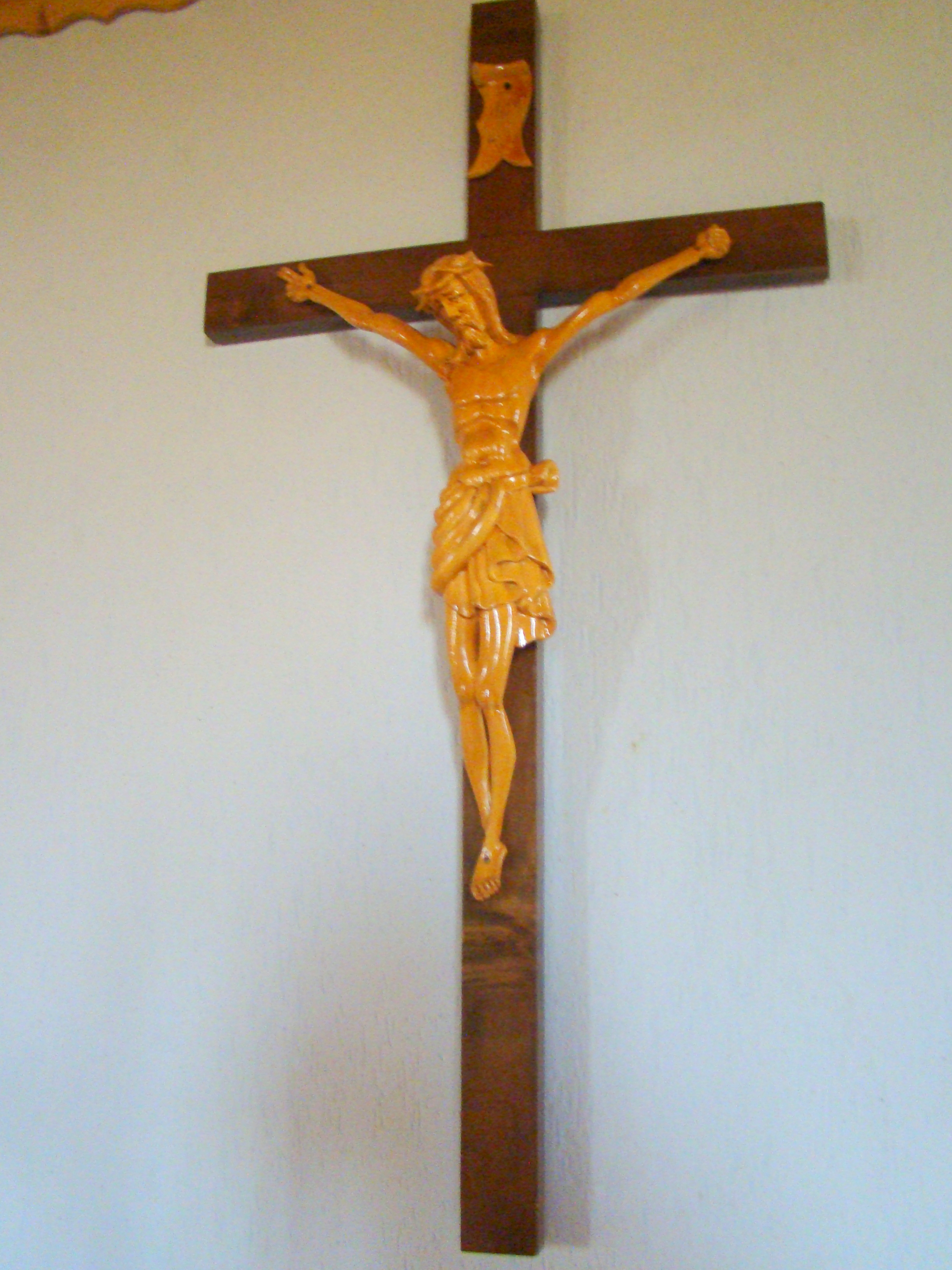
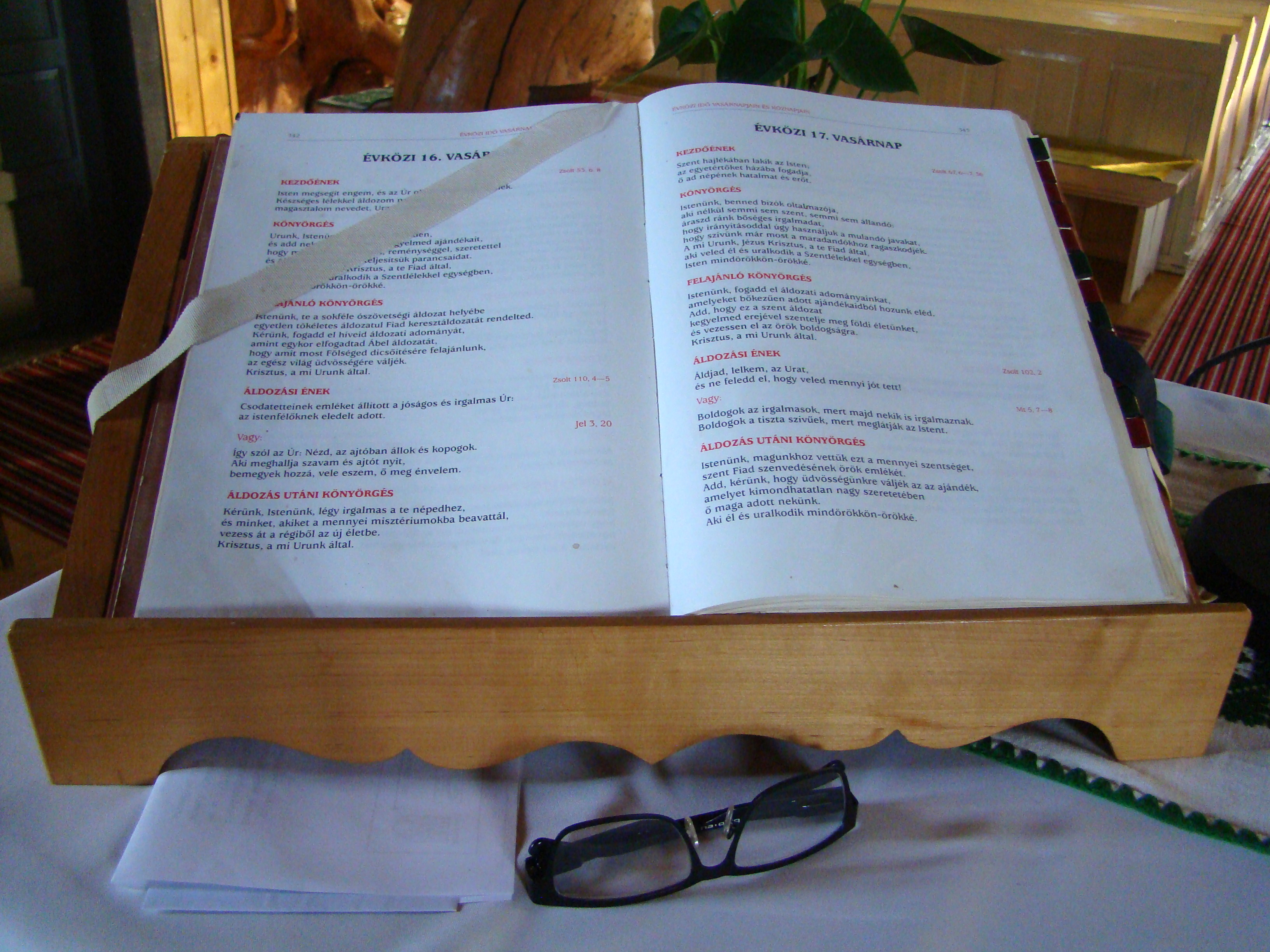
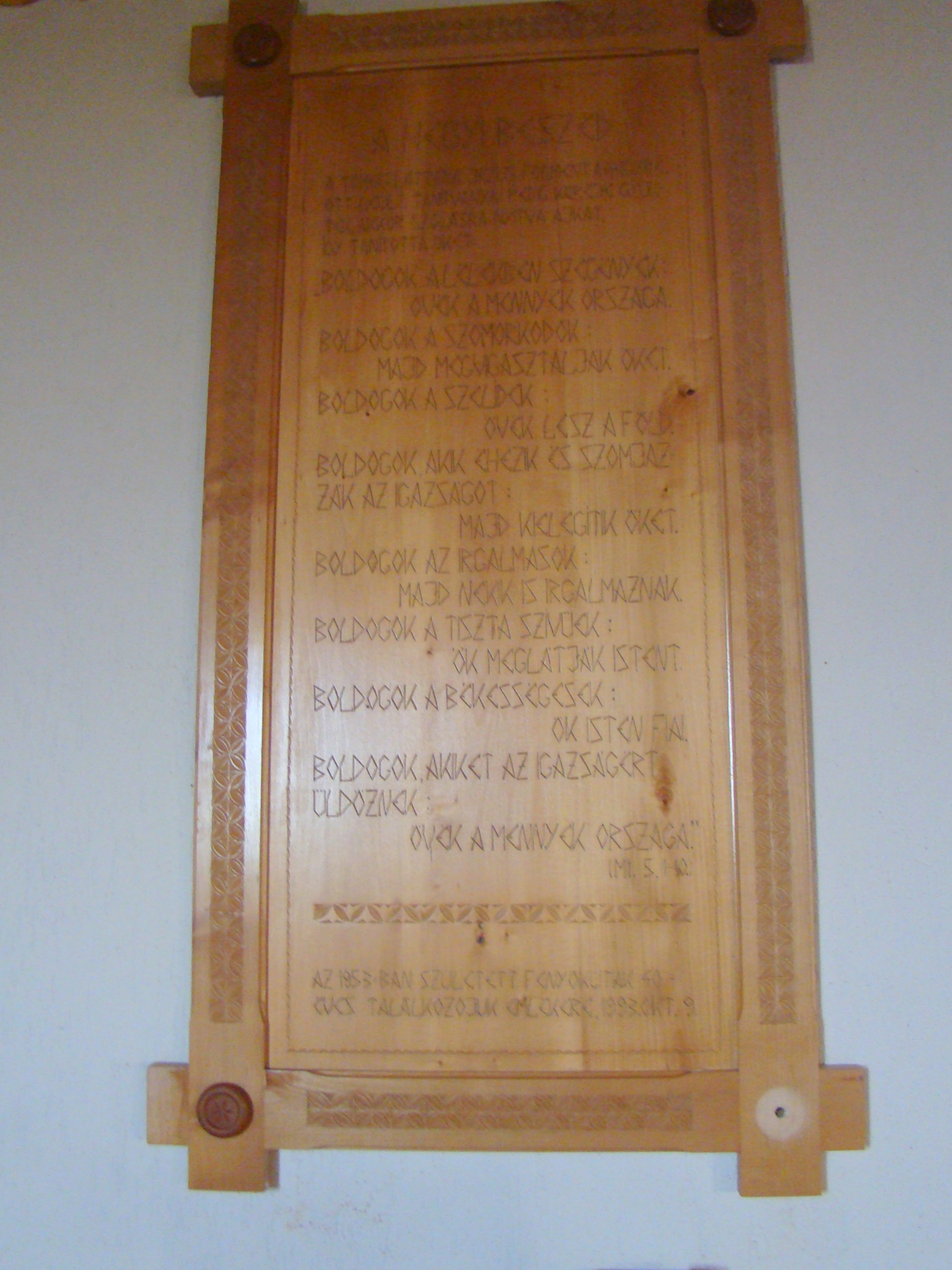
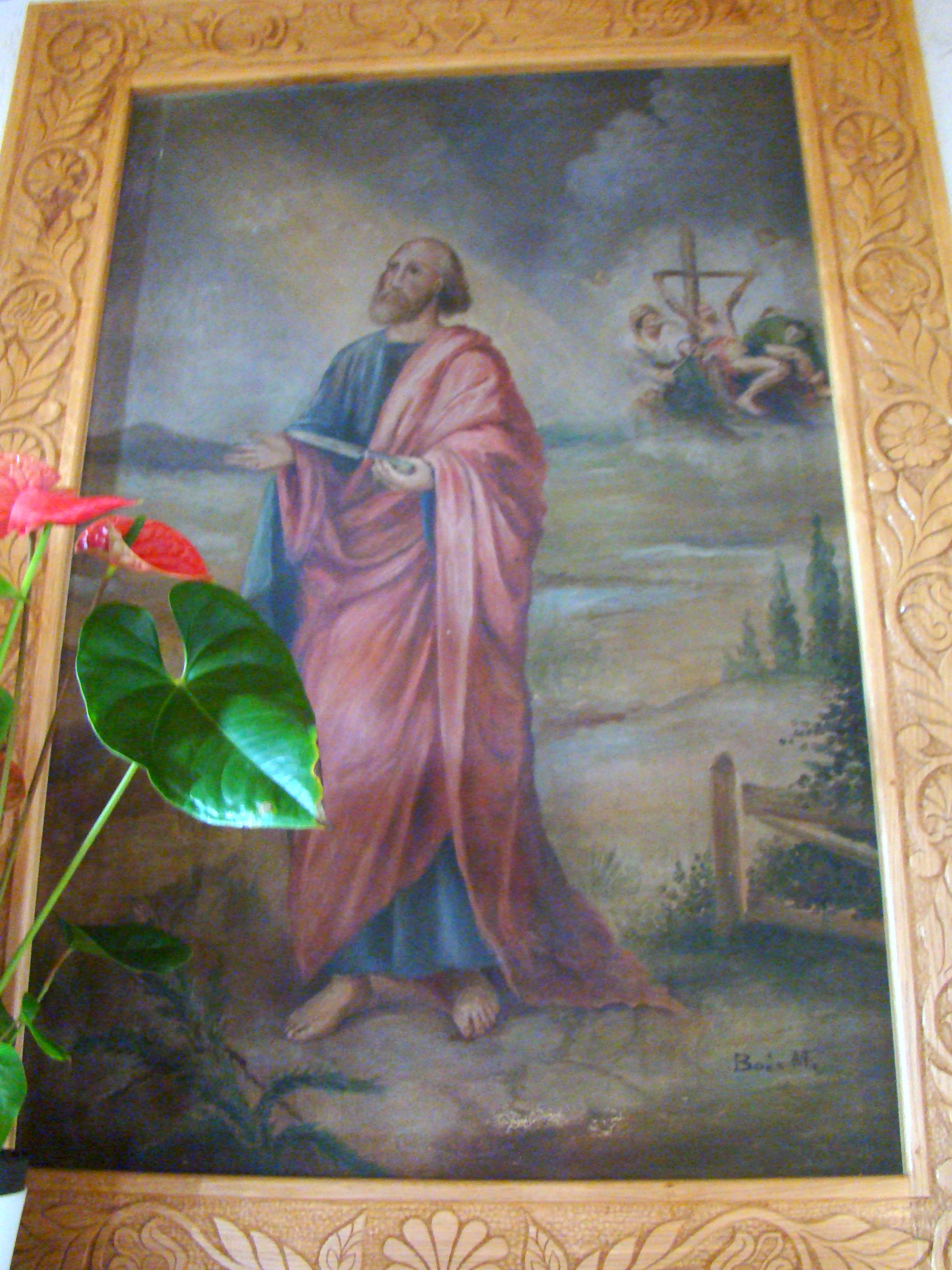
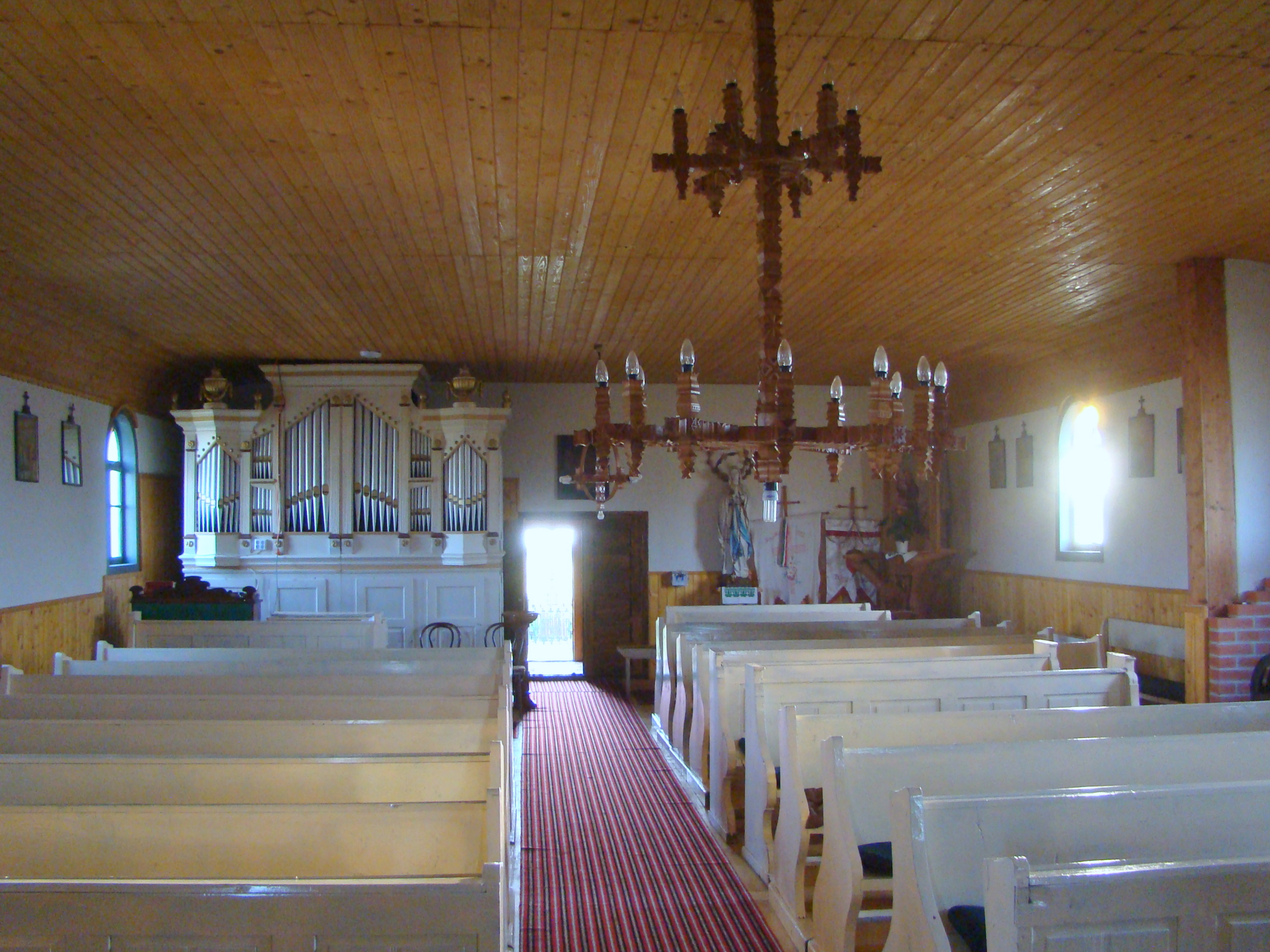
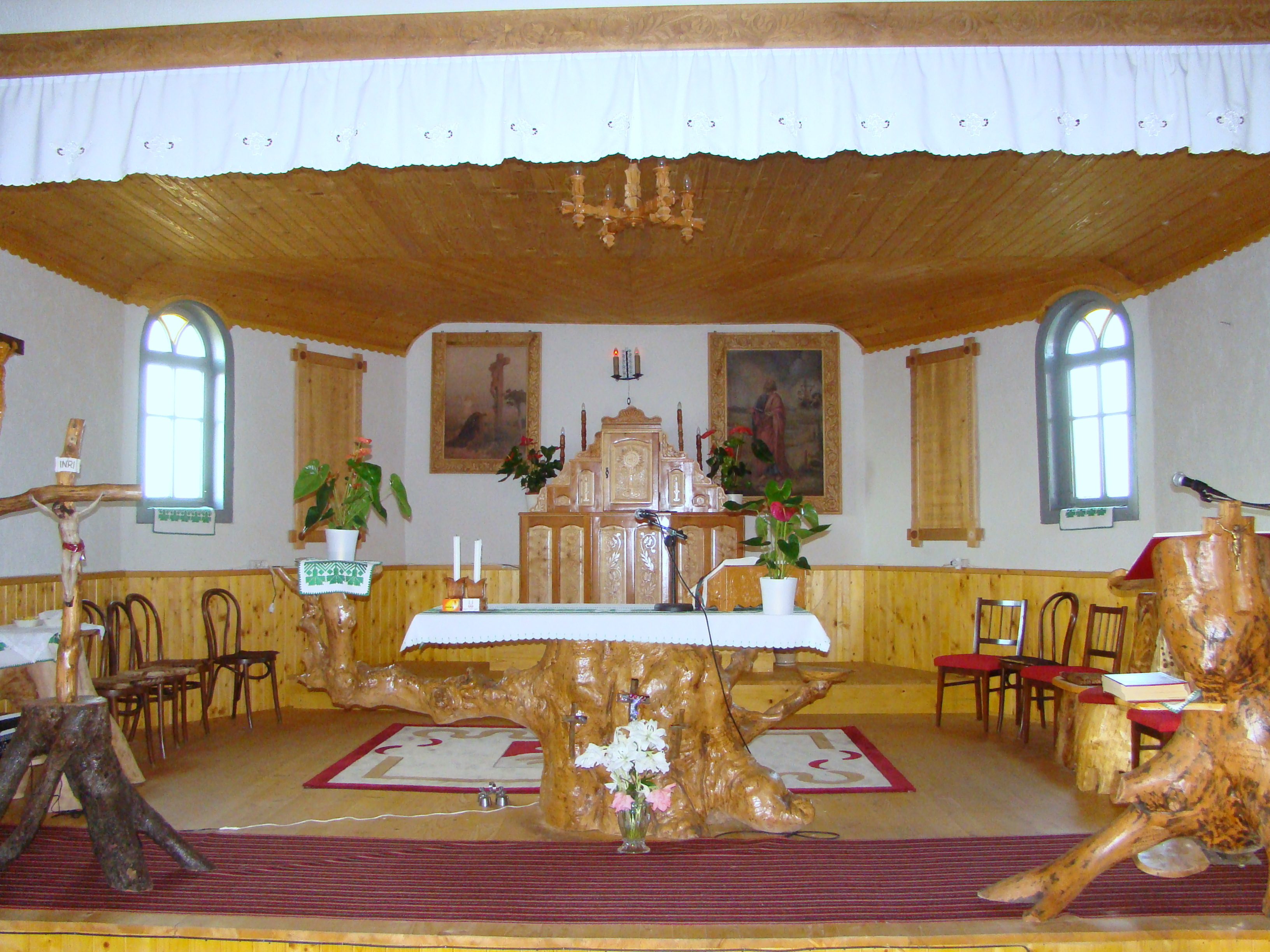

## Vezi și
- Fântâna Brazilor, Harghita